# Неверский фаянс

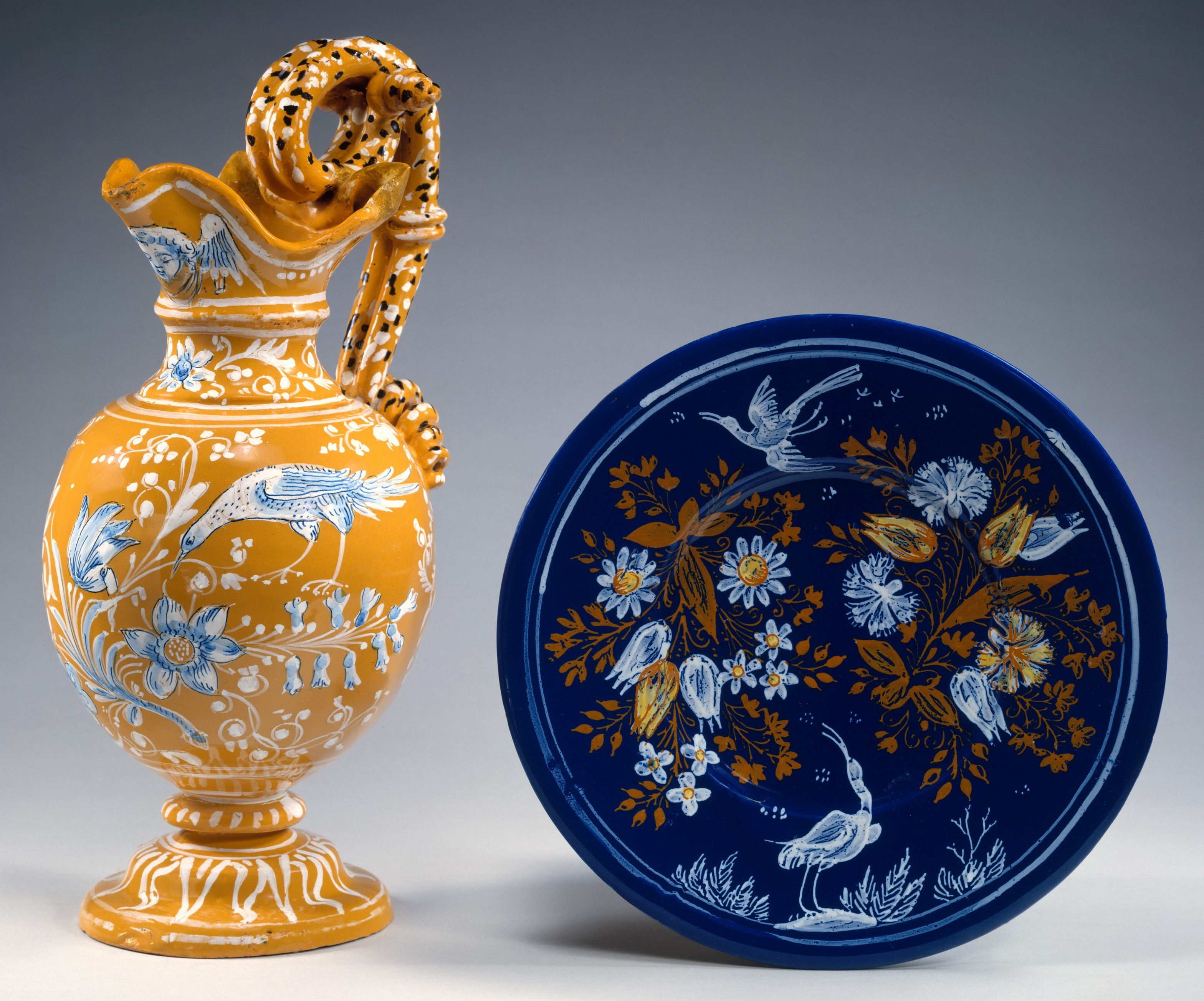
«Горчичная» и «голубая керамика» с птицами и цветами в турецком стиле. 1650—1680. Метрополитен-музей, Нью-Йорк

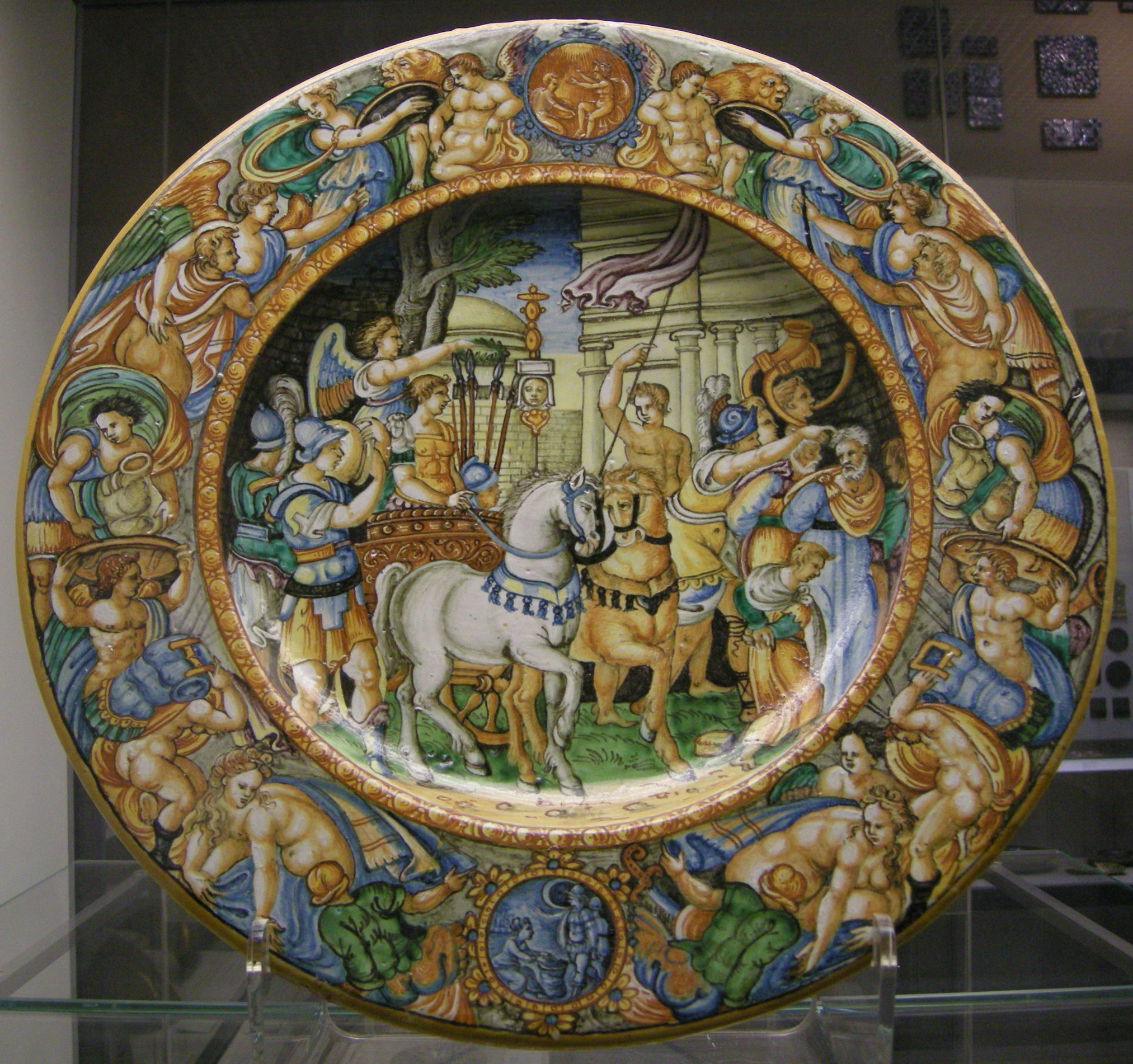
Блюдо неверского фаянса в стиле «историати». Триумф Юлия Цезаря. По мотивам одноимённой серии картин Андреа Мантенья. 1600—1630

«Неве́рский фаянс» (фр. Faïence de Nevers) — марка французского фаянса, изготовлявшегося в городе Невер (теперь регион Бургундия — Франш-Конте). Город Невер был центром производства фаянса и глиняной посуды с глазурью приблизительно с 1580 года до начала XIX века. Первые изделия были выполнены в «итальянском стиле», в XVII веке производство оригинального французского фаянса испытывало подъём, заимствуя не только итальянские традиции, но также фламандскую, персидскую и китайскую иконографию. В XVIII веке, в период Французской революции, неверский фаянс стал популярен благодаря производству так называемого «революционного», или «патриотического», фаянса.
Затем производство постепенно угасало, осталась единственная мануфактура, но, в 1880-х годах, возрождалось. К 2017 году в городе оставались всего две гончарные мастерские.

## История

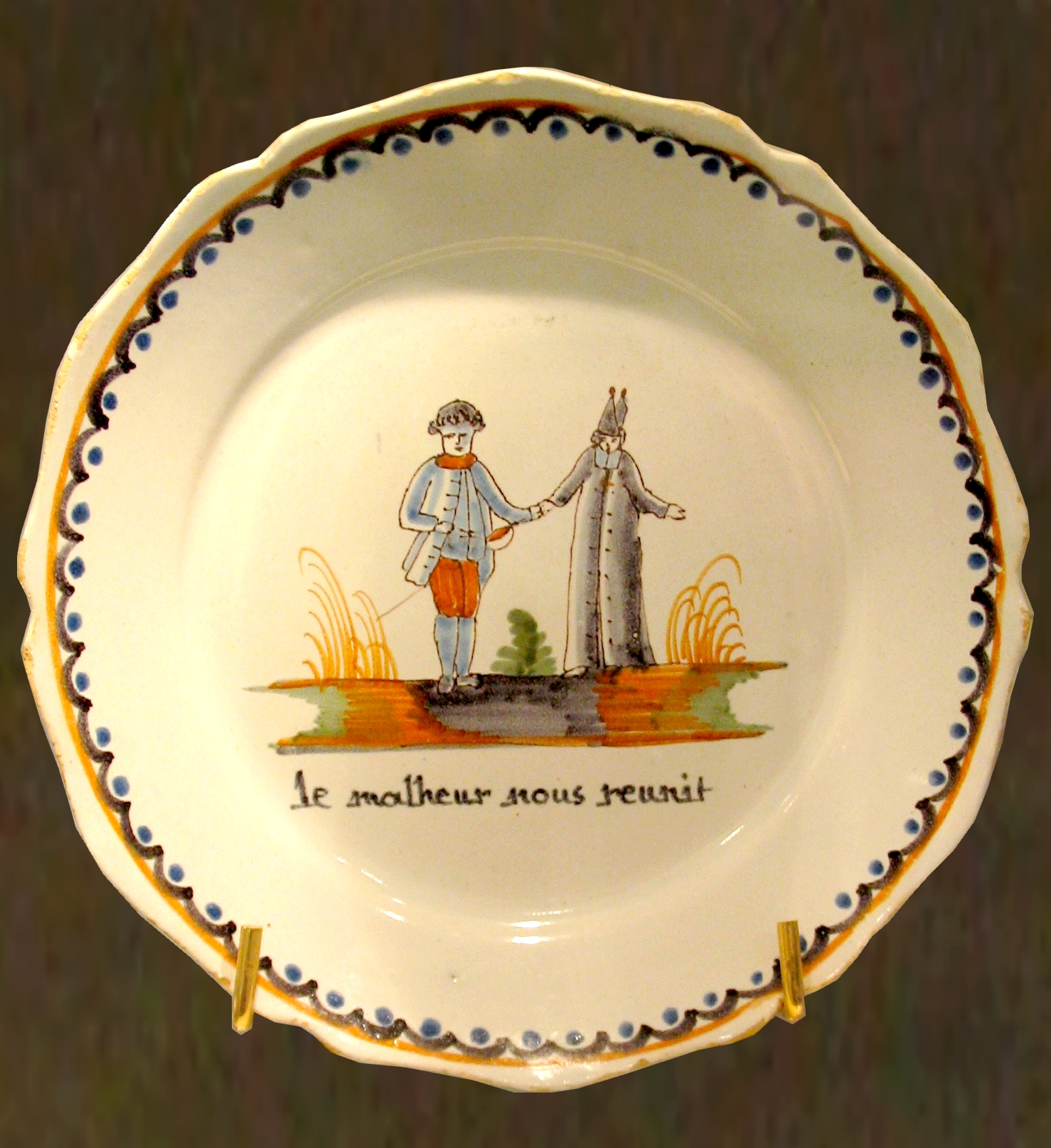
«Патриотический фаянс» времён Французской революции. Аристократ и епископ: «Невзгоды нас воссоединяют». 1791

Традиционный неверский фаянс появился в Невере благодаря Лудовико Гонзага, герцогу Неверскому (1539—1595), наполовину французу и наполовину итальянцу. Политик и придворный, Лудовико Гонзага в 1565 году женился на наследнице герцогства Невера Генриетте Клевской. Гонзага родился в городе Мантуя, находившемся недалеко от нескольких центров производства знаменитой итальянской майолики, которая уже была известна в Руане и Лионе. Герцог призвал итальянских мастеров переехать в Невер. Джулио Гамбин, бывший в то время в Лионе, и братья Конрад (известные в Италии как Коррадо), выходцы из Альбисолы, стали основателями династии, которая доминировала в неверском фаянсе в течение столетия.
Невер к тому времени уже имел местное гончарное ремесло и был вполне подходящим местом для фаянсового производства. В городе находились месторождения превосходной глины и песка для изготовления глазури, леса как источника дров для печей и, наконец, город находился на крупной реке Луаре. Самое раннее датированное произведение итальянских мастеров в Невере относится к 1587 году. В 1603 году братья Конрад получили монополию от короля Генриха IV на изготовление изделий в стиле итальянской майолики. Поколение спустя Антуан Конрад, сын Доминика, в 1644 году стал королевским мастером-керамистом при Людовика XIV. Это перешло и на следующее поколение для другого Доминика Конрада.
К 1652 году в Невере уже было четыре фаянсовых мануфактуры, в том числе основанная Пьером Кустодом, основавшим вторую династию гончаров Невера.
Неверский фаянс был одним из центров, в котором итальянская майолика в стиле «историати» (итал. istoriati), то есть с «картинной» росписью на исторические и мифологические сюжеты по образцам из Фаэнцы и Урбино, повторялась длительное время. Затем имитировались образцы из Руана и Мустье. Собственного стиля неверские мастера до второй половины XVII века так и не выработали.
В XVII веке в Невере действовало семнадцать фаянсовых мануфактур. Неверский фаянс стал имитировать самые разные образцы. Как и в случае с другими французскими мануфактурами, особым стимулом керамического производства стали изданные в 1689 и 1700 годах королём Людовиком XIV «Указы против роскоши». Испытывая недостаток в средствах, король дважды издавал «печально знаменитые» указы, по которым все золотые и серебряные изделия королевства, в том числе парадные сервизы и столовая посуда, дворяне обязаны были сдать на переплавку. Погибло огромное количество уникальных произведений декоративно-прикладного искусства. Одновременно эти утраты стимулировали фаянсовое производство изделий, которые должны были заменить утраченную посуду (европейский фарфор ещё не был открыт).
Мастера Невера во второй половине XVII века обратились к уже знакомому в странах Западной Европы искусству Востока. Так появился «голубой персидский стиль», отчасти вдохновлённый турецкой керамикой Изника и названный так по необычной росписи с мотивами птиц и цветов белой и жёлтой краской по тёмно-синей глазури. Затем родилась новая техника: изделие расписывали густой белой оловянной пастой с небольшой рельефностью по светло-голубому фону глазури. Такая техника напоминала прославленные лиможские эмали и, одновременно, поливную керамику Ближнего Востока. Подобные изделия дополнительно украшали псевдокуфическими надписями, что ещё более усиливало сходство с произведениями искусства Ислама.
Отдельные предметы делали в подражание делфтским фаянсам и китайскому фарфору периода Мин. Вторая половина XVII века была лучшим периодом в истории неверского фаянса.

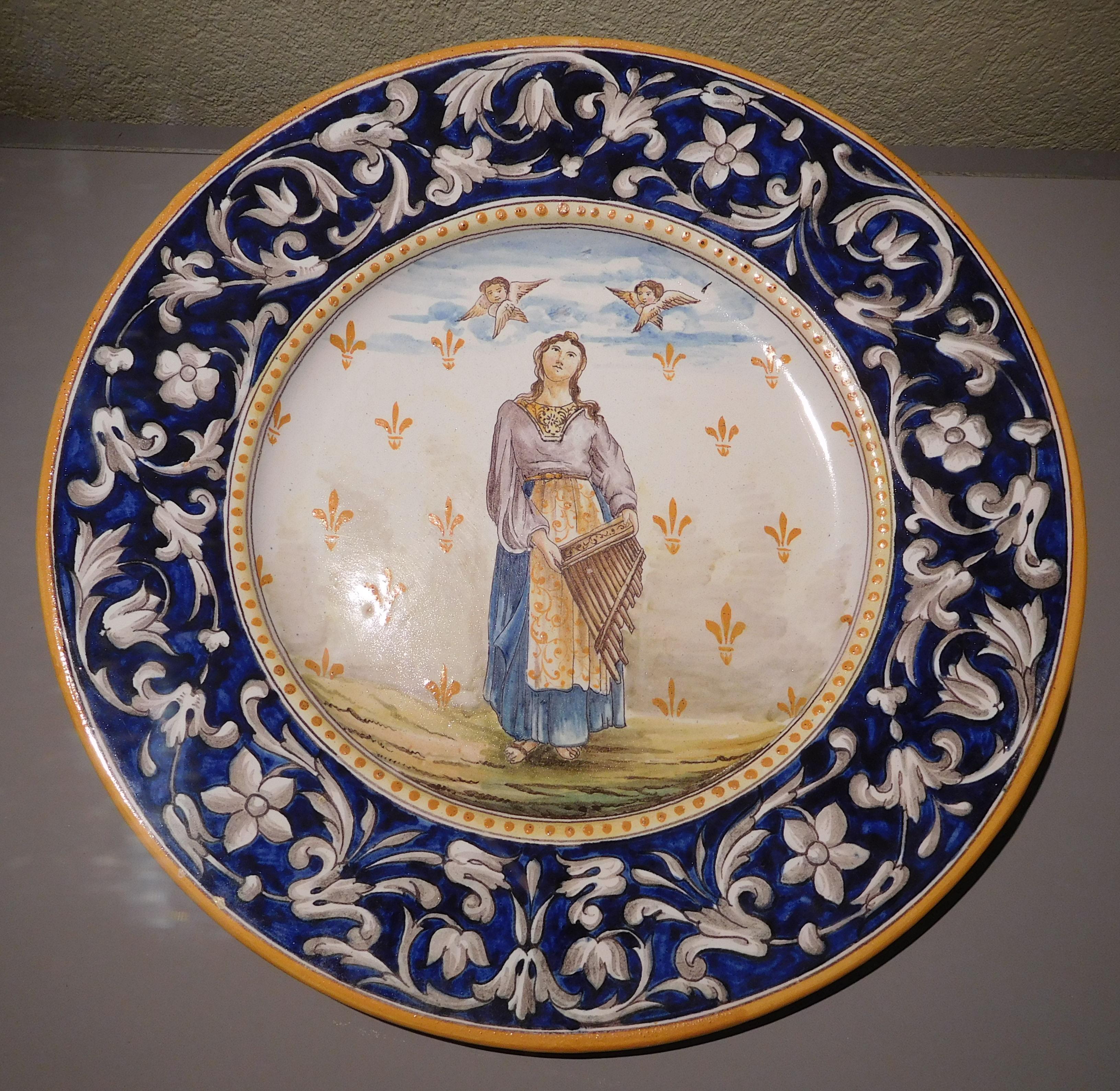
Блюдо Святая Цецилия. 1888. Мануфактура Монтаньона

Успех неверского фаянса привёл к открытию ещё нескольких мануфактур в начале XVIII века. В 1743 году правительство ограничило их число до одиннадцати, чтобы предотвратить переполнение рынка. В 1760 году было дано разрешение на ещё одну мануфактуру. К этому периоду французский рынок был уже занят производителями более качественного фарфора. Неверские мастера не пытались конкурировать с элегантным стилем рококо французских фарфоровых заводов, в чём, тем не менее, преуспели некоторые другие производители фаянса, например, фаянс вдовы Перрен в Марселе.
Все двенадцать мануфактур Невера, включая мастерские Конрада и Кустода, ещё работали в 1790 году, но коммерческий договор с Великобританией в 1786 году привёл к наводнению французского рынка более дешёвыми и качественными английскими изделиями «кремового фаянса», что привело к кризису всех французских производителей фаянса. К 1797 году шесть неверских мануфактур были закрыты, а остальные сокращены наполовину.
В 1838 году на мануфактурах было занято 700 работников, но к 1846 году осталось только шесть мануфактур, а к 1850 году — пять. В 1844 году упоминалась неверская фарфоровая мануфактура, но об этом мало известно.
Мануфактура «Край света» (Bout du monde) была основана в 1648 году и следовала общему образцу фабрик Невера. К 1875 году она была приобретена Антуаном Монтаньоном, у которого были амбициозные планы возродить фаянсовое производство, чтобы поставлять на рынок товары, имитирующие предметы XVII века. К 1881 году его мануфактура осталась единственной в Невере. Фаянсовая фабрика Montagnon процветала в течение более ста лет, включала около 50 мастеров в 1900 году, её изделия выставлялись на международных выставках. Она была закрыта в 2015 году, к тому времени старейшая во Франции. В 2020 году в Невере работали две фаянсовые мастерские, производящие в основном керамику в традиционных стилях.

## Патриотические фаянсы
Некоторые мануфактуры в период Французской революции перешли на так называемый «революционный», или «патриотический», фаянс (фр. Les faences patriotiques) — тарели, блюда, кувшины, кружки с росписью на актуальные политические темы и сюжеты. Такие изделия выпускали в 1789—1794 годах на мануфактурах в Марселе и Невере. Известно около пятисот изделий, на которых своеобразно запечатлена хроника революции — с надписями, эмблемами и девизами. Например: фригийский колпак, меч и нож гильотины с девизом: «Mort aux traîtres» (Смерть изменникам). Мастера изображали также ликторские связки, арматуры, республиканскую сине-бело-красную ленту, бдительного галльского петуха, сидящего на пушке, портреты революционеров в медальонах.
Интересно, что наиболее ранние примеры патриотического фаянса включали промонархические изделия. Революционный патриотический фаянс относится к широкой группе так называемого «говорящего» фаянса и фарфора, росписи которого часто имели комический или сатирический оттенок. Другой тип изделий в этом жанре изображал святого-покровителя получателя и предназначался в качестве подарка на крестины или на день рождения. Подобные изделия выполнялись и на других мануфактурах, но именно неверский фаянс был ведущим производителем.
В 1783 году состоялся первый полет на воздушном шаре братьев Монгольфье. Его встретили всеобщим ликованием, расценивая как торжество свободы французской нации. Поэтому на «говорящих фаянсах» встречаются изображения воздушного шара. Изображение корабля сопровождали девизом: «Paix» («Мир»). Специфика декоративной росписи и традиции этого вида искусства были столь сильны, что «патриотические фаянсы» вопреки тенденциозности выглядели ярким, красочным, праздничным искусством. Значительная коллекция этих произведений хранится в парижском музее Карнавале.

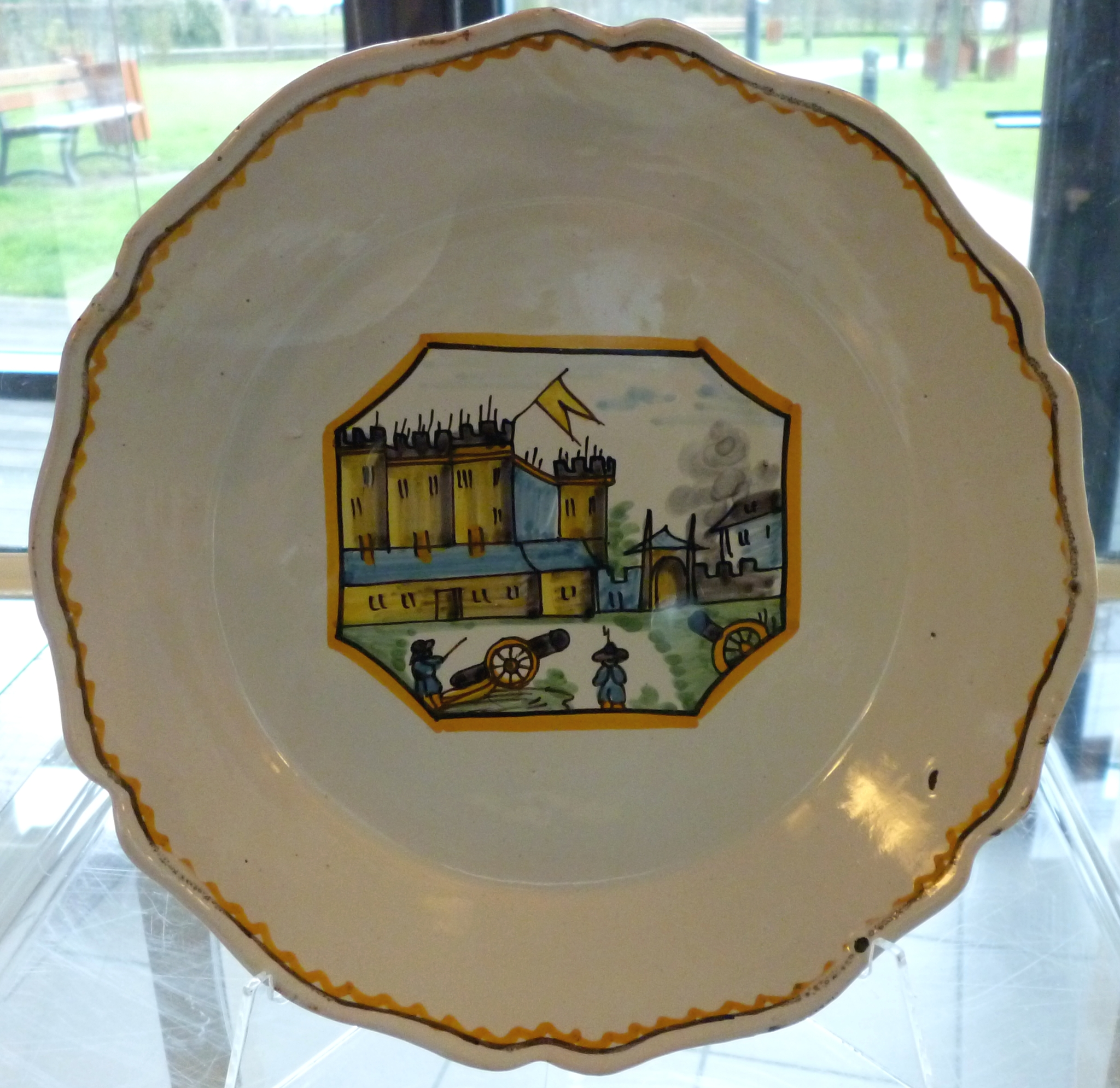
Тарелка на Взятие Бастилии. Ок. 1789
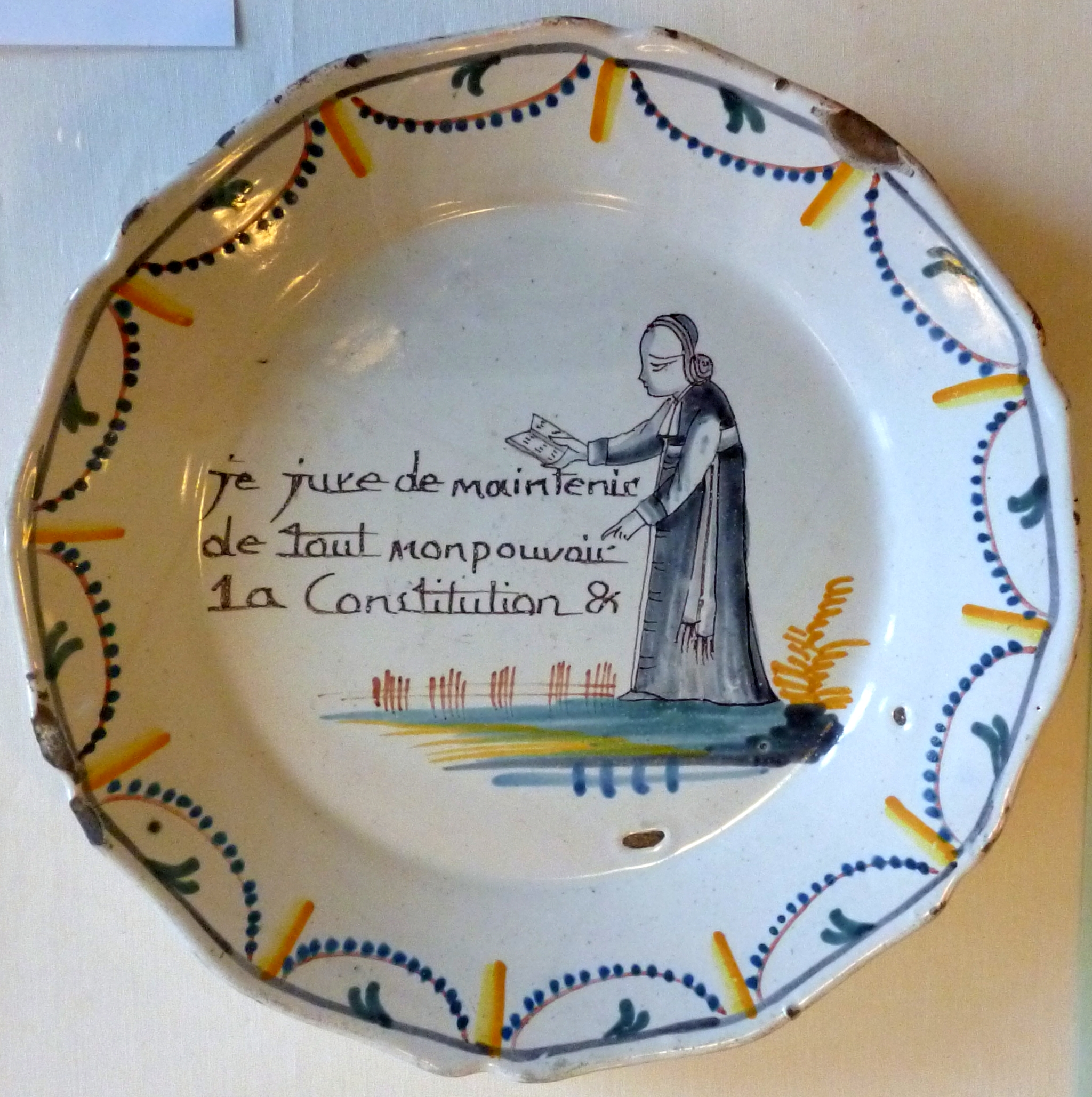
Священник клянётся соблюдать Конституцию (В ноябре 1790 года священники были обязаны дать клятву Конституции)
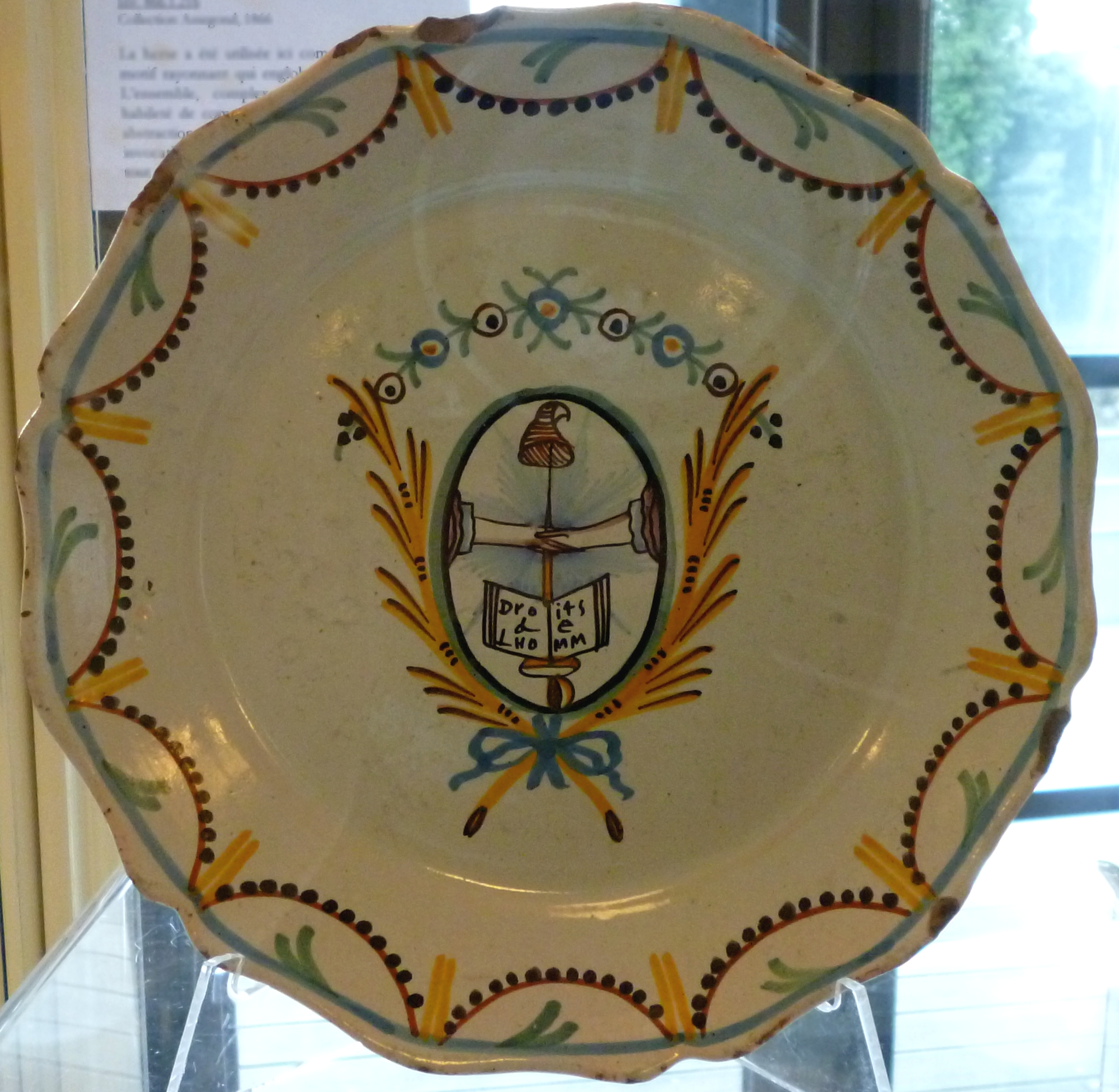
Тарель с декларацией «Права человека». Ок. 1790
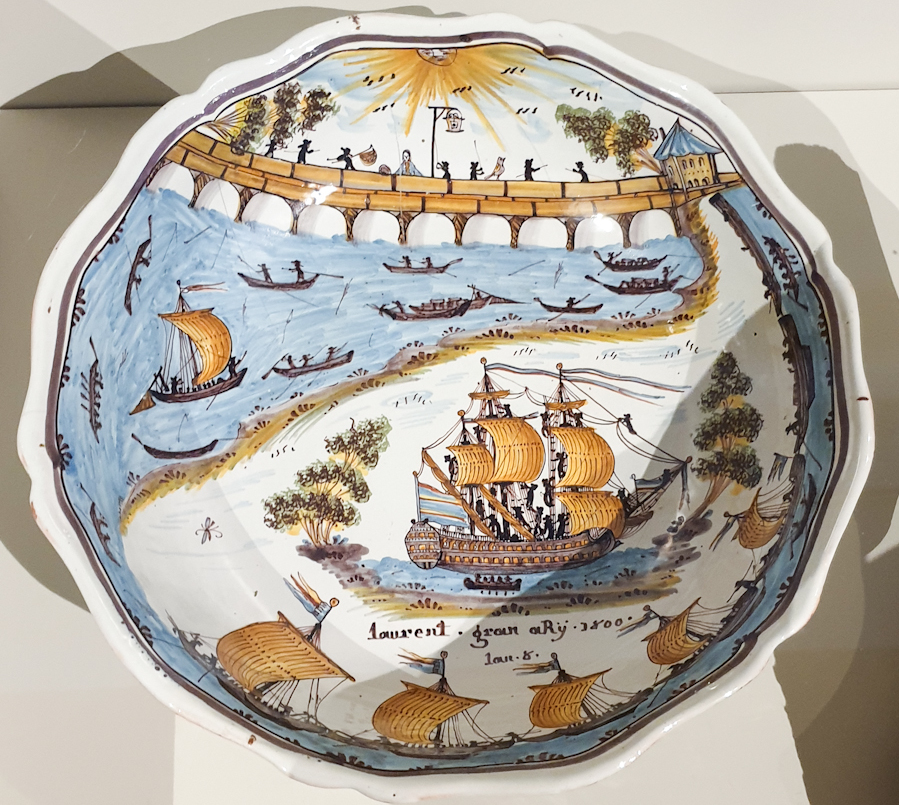
Река Луара с кораблями и Неверским мостом. 1800
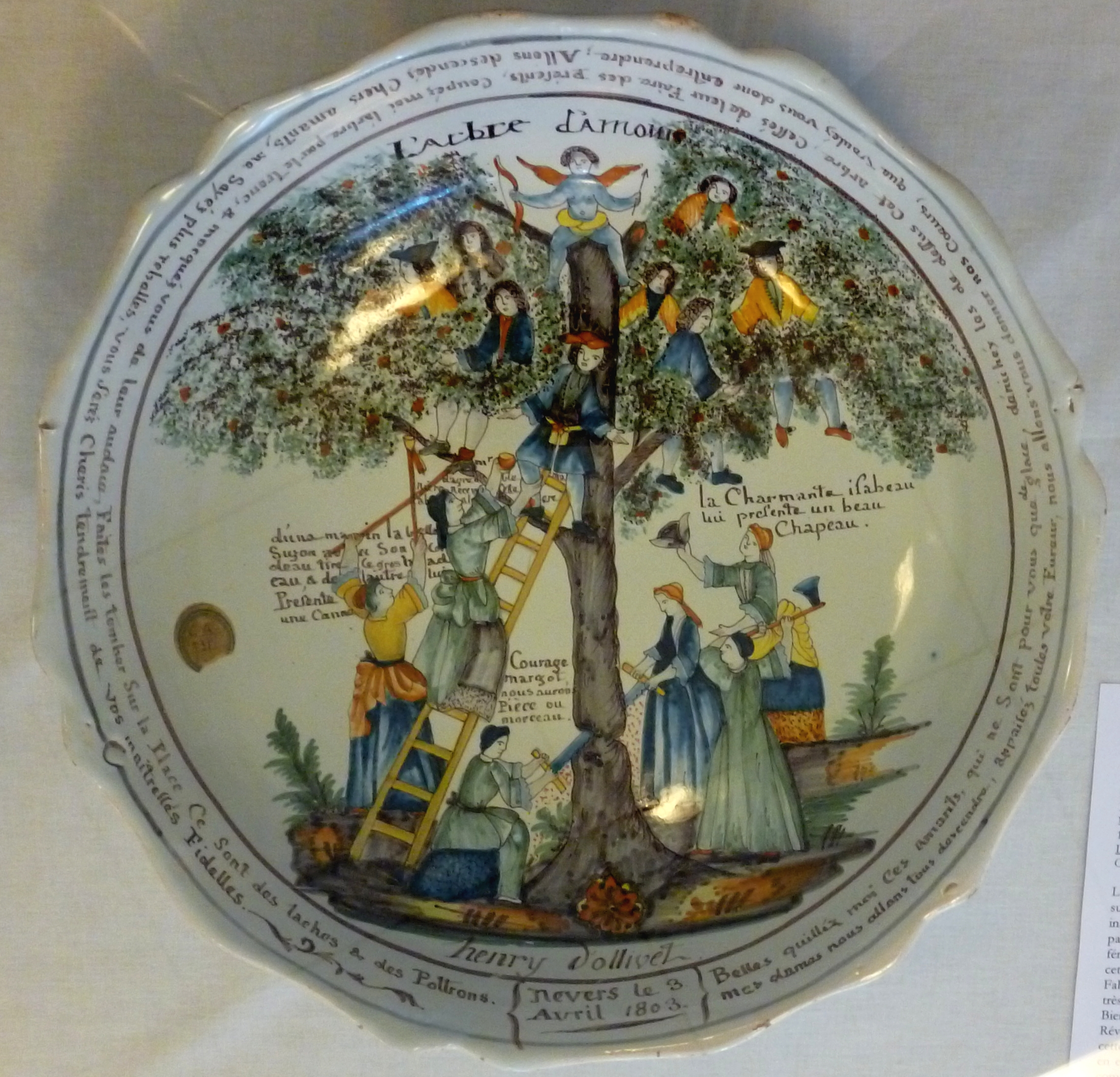
Сатирический сюжет «Дерево любви» (Мужчины пытаются прятаться от женщин). 1803

## Стили неверского фаянса и проблемы атрибуции изделий
В 1863 году французский историк искусства Брок де Сегань в своей книге о неверском фаянсе разработал список исторических периодов в развитии фаянсового производства Невера, условно назвав эти периоды «стилями»:
- 1600—1660 — итальянизирующий стиль
- 1650—1750 — китайский и японский стили
- 1630—1700 — персидский стиль
- 1640—1789 — франко-неверский стиль
- 1700—1789 — руанский стиль
- 1730—1789 — стили, имитирующие фаянсы мануфактуры Мустье
- 1770—1789 — саксонский стиль, имитирующий майсенский фарфор
- после 1789 — период упадка[24].

### Итальянизирующий стиль
Итальянские мастера, прибывшие в Невер и основавшие основные династии местных мастеров, по крайней мере до 1660 года продолжали применять итальянский стиль росписи «историати» (исторический). В этой росписи использовали ограниченную Палитрапалитру красок, которые могли выдержать высокую температуру обжига. Для росписи использовали гравюры с живописных картин Старые мастерастарых мастеров.
В ранних образцах, как правило, не использовались марки, хотя иногда мастера писали слово «Невер» на подставке особо важных предметов, иногда с датой. Самый ранний подписанный образец был сделан в 1589 году — блюдо (ныне хранится в Лувре). Как и в случае с расписными лиможскими эмалями предыдущего века, бо́льшая часть религиозных предметов с изображениями лиц Ветхого Завета или классической мифологии, обычно имеют подписи с именами персонажей, иногда даже с соответствующей главой Библии.
Часто бывает сложно различить образцы разных неверских мануфактур и даже отличить неверский фаянс от изделий других мастерских. Например, большое блюдо с хорошо известным сюжетом «Сбор манны небесной» до недавнего времени считалось итальянским произведением XVI века. Ныне атрибутировано как сделанное в Невере на основе итальянского блюда (в Музее Виктории и Альберта в Лондоне). Ещё одна особенность изделий Невера состоит в том, что неверским мастерам никогда не удавалось получить хороший красный цвет в отличие от Руана и других центров, отсутствие которого часто позволяет отличить неверский фаянс от прочих.
Характерной особенностью работы неверских мастеров является использование итальянских гротесков по борту блюд и тарелей. Такие мотивы использовались в урбинской майолике в 1580-х годах и в расписных эмалях Лиможа. В неверских изделиях подобные мотивы могут окружать центральное изображение во всех стилях, кроме китайского, но постепенно они приобретали свой собственный характер

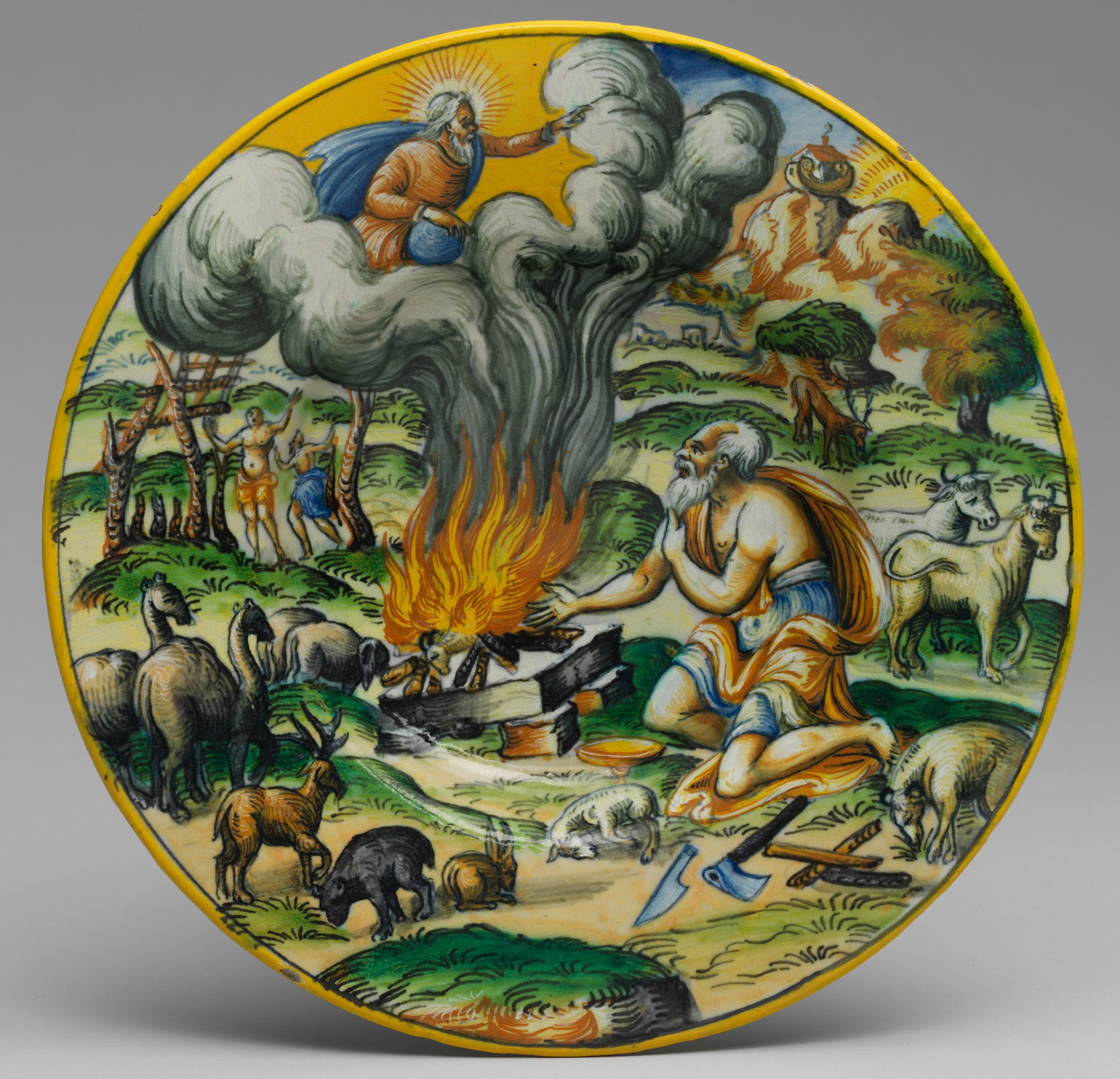
Жервоприношение Ноя. 1580–1610. Невер или Лион
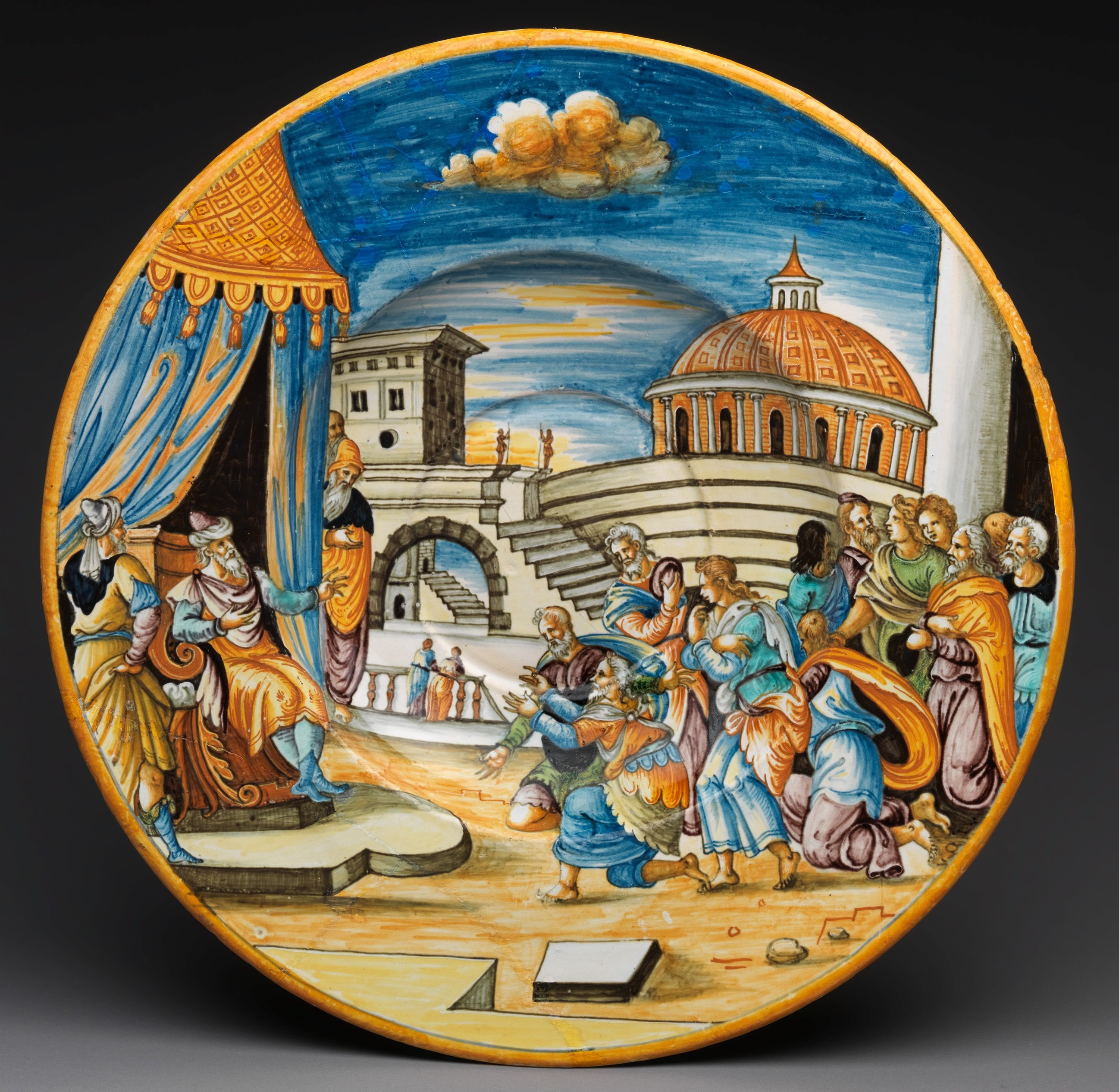
Иосиф и его братья. 1630–1645. По гравюре Б. Саломона; предположительно мастерская Конрада.
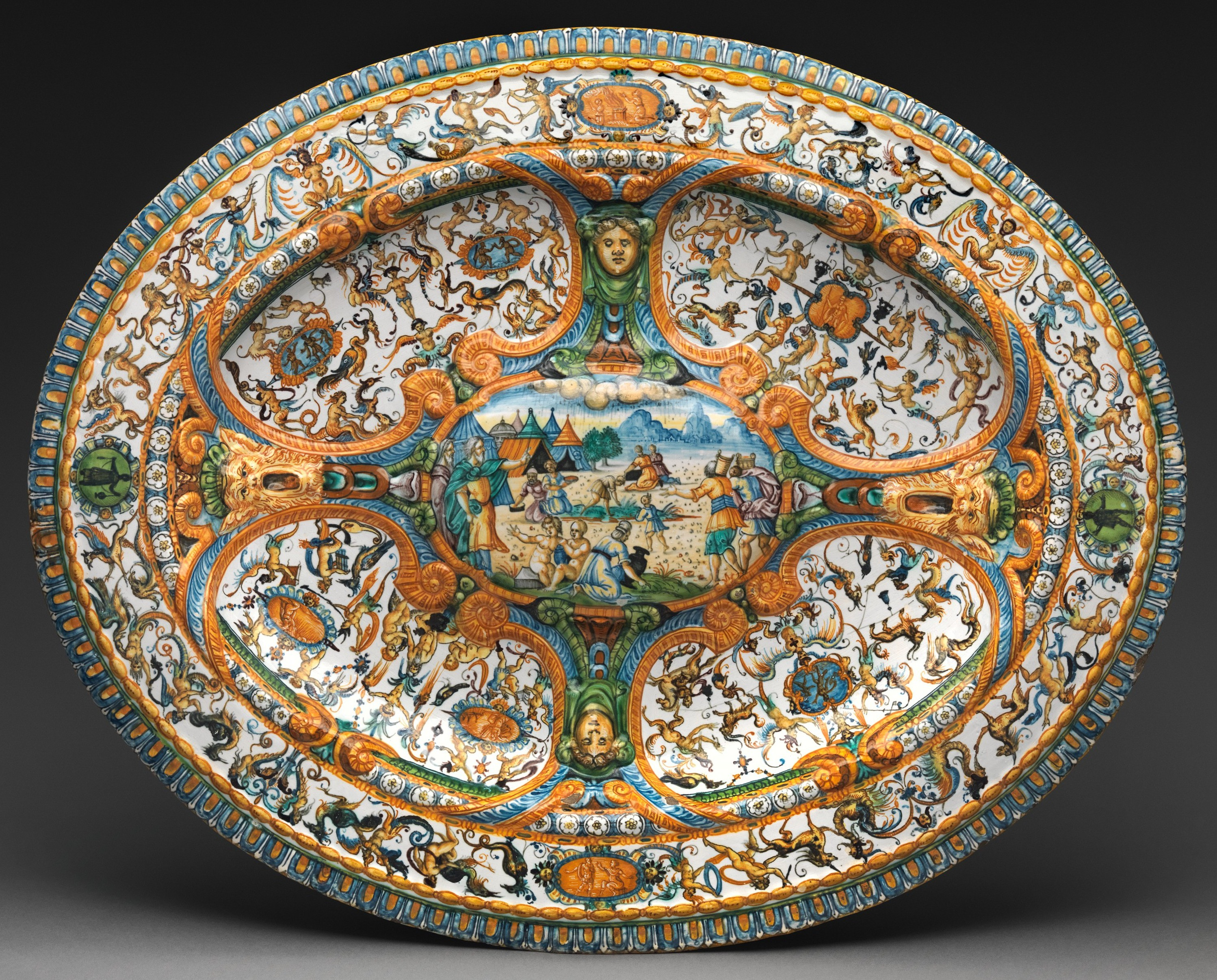
Сбор манны небесной. Роспись с гротесками в итальянизирующем стиле. 1620–1645
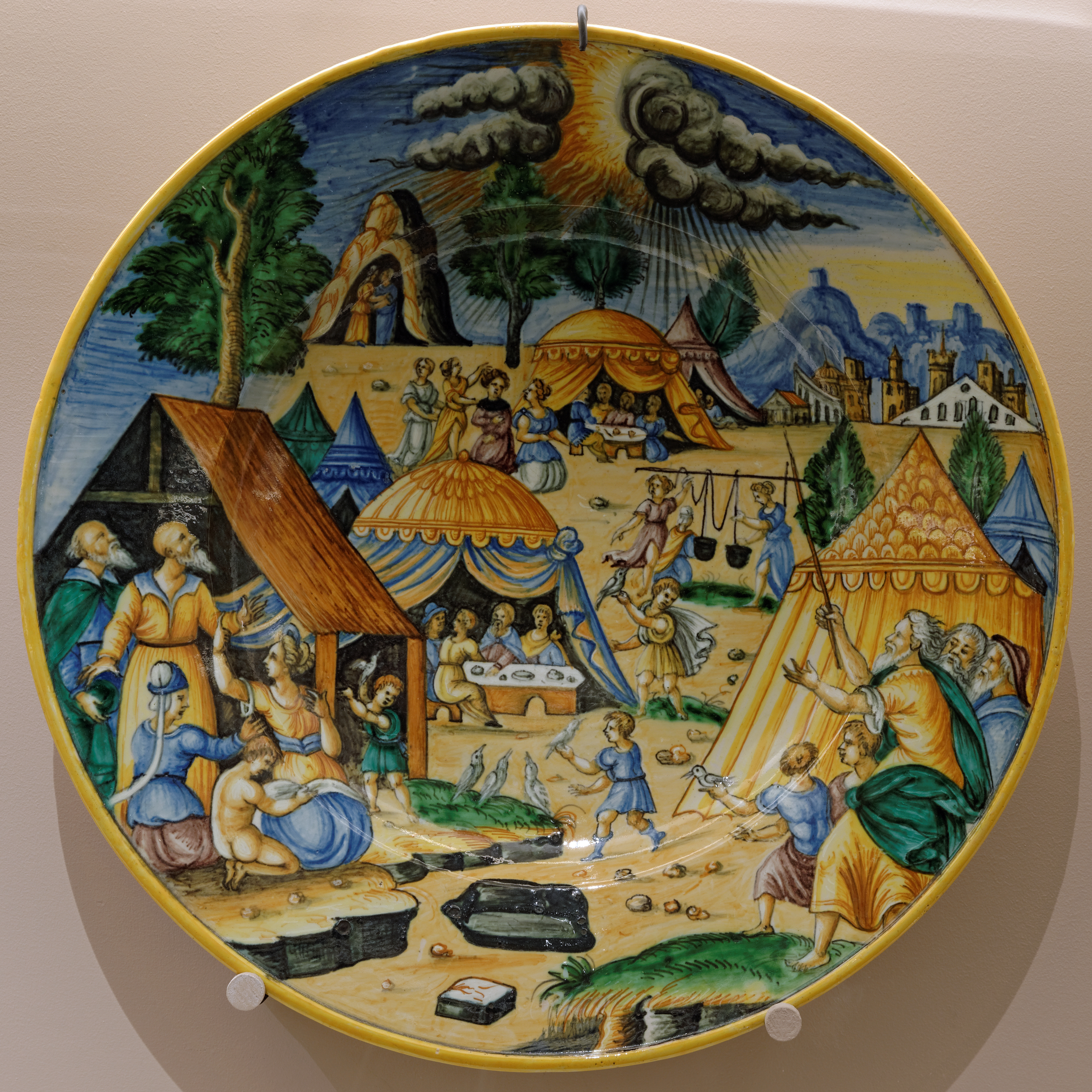
Манна небесная в пустыне. А. Конрад или Н. Этьен
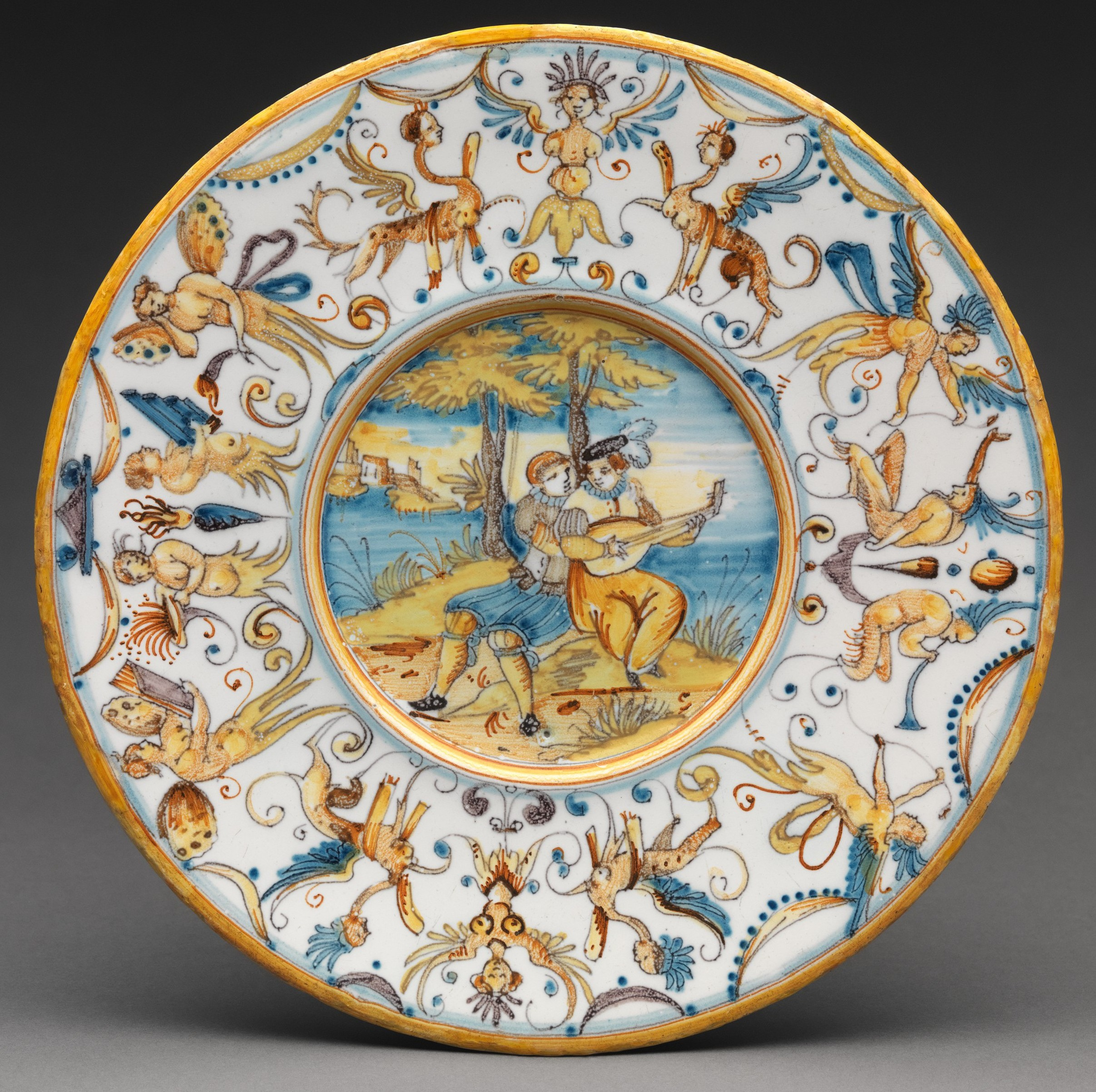
Блюдо с парой влюблённых и гротесками по борту. 1644. А. Конрад

### «Восточные стили»

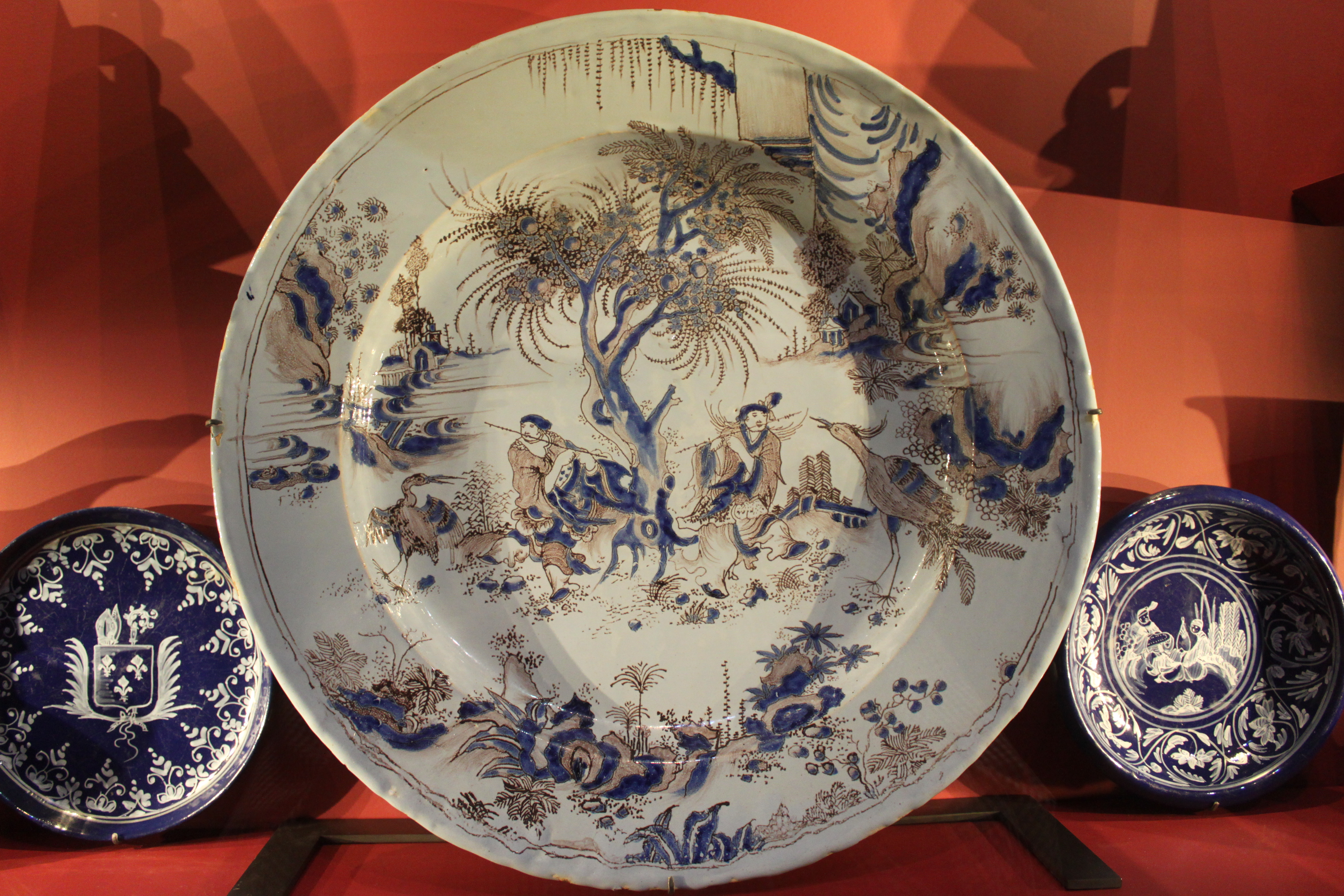
Большое блюдо с росписью шинуазри. 1660—1680

Уникальный стиль изделий неверского фаянса, известный как «персидский» примерно с 1650 года, заключался в том, что глина, из которой было сделано произведение, окрашивалась в массе либо в «неверский синий», либо, реже, в горчично-жёлтый (английский мастер Дж. Веджвуд столетие спустя изготавливал таким способом свою «яшмовую керамику»). После этого использовали роспись белой краской. Этот стиль назван «персидским», так как на персидской глиняной посуде часто встречается белая роспись на тёмно-синем фоне. Однако роспись птицами и цветами, которую можно увидеть на большинстве изделий «персидского» стиля в неверском фаянсе на самом деле произошла от турецкой керамики Изника, которая достигла Европы через изделия итальянской майолики. Персидский стиль «белым по синему» повторяли и на других мануфактурах, иногда даже в изделиях Делфта.
В начале XVII века мастера Невера стали имитировать формы китайского фарфора даже раньше, чем мастера голландского Делфта. Некоторые произведения Невера копируют китайский фарфор, как более дешёвого красного фарфора (глино-каменной массы), так и более качественной бело-голубой керамики, в то время как другие изделия могут быть украшены орнаментами, основанными на турецком, персидском или других ближневосточных стилях. Они часто имеют синий фон, что необычно для китайского фарфора, либо синие фигуры на белом фоне.
В исследованиях изделий неверского фаянса XVII века из французских музеев среди 1874 образцов «персидская» группа была самой многочисленной, она включала 547 предметов, а «китайская» — 374, то есть 921 (почти половина) предметов относилось к азиатским стилям. Именно в Невере была сделана первая во Франции бело-голубая керамика в китайском стиле, которая производилась с 1650 по 1700 годы. Позже «китайский стиль» был освоен фабриками в Нормандии, особенно после основания в 1664 году Французской Ост-Индской компании. Причём, в отличие от других французских керамических изделий, особенно фарфоровых фабрик начала XVIII века, влияний японского фарфора на изделия из Невера не отмечено.

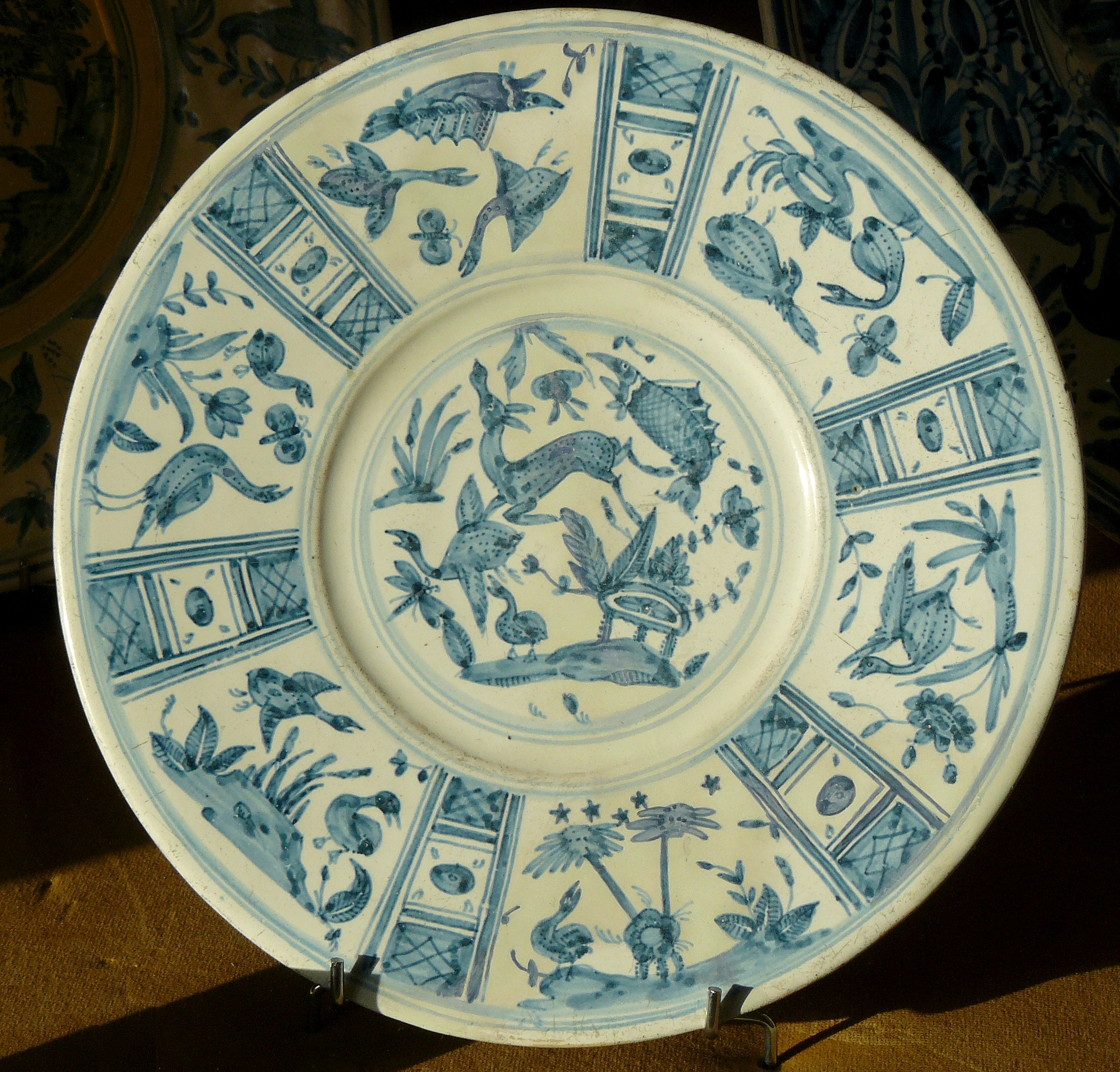
Блюдо работы А. Конрада. Имитация китайского краакского фарфора. 1630-е гг.
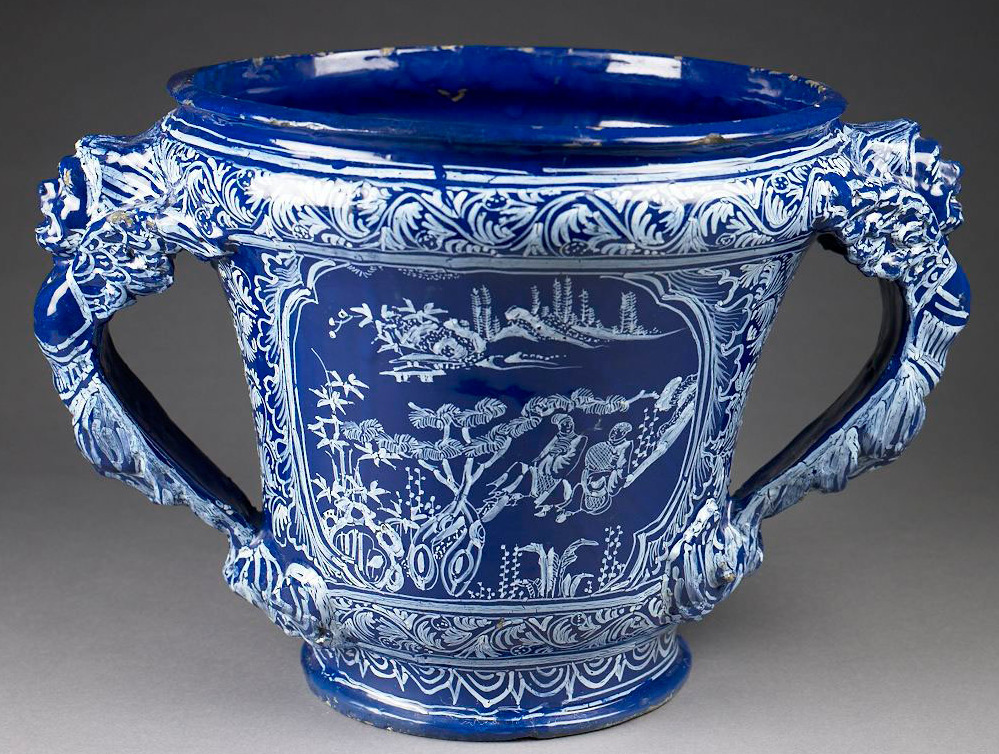
Садовая ваза. Сцена в саду в китайском стиле бело-голубой керамики
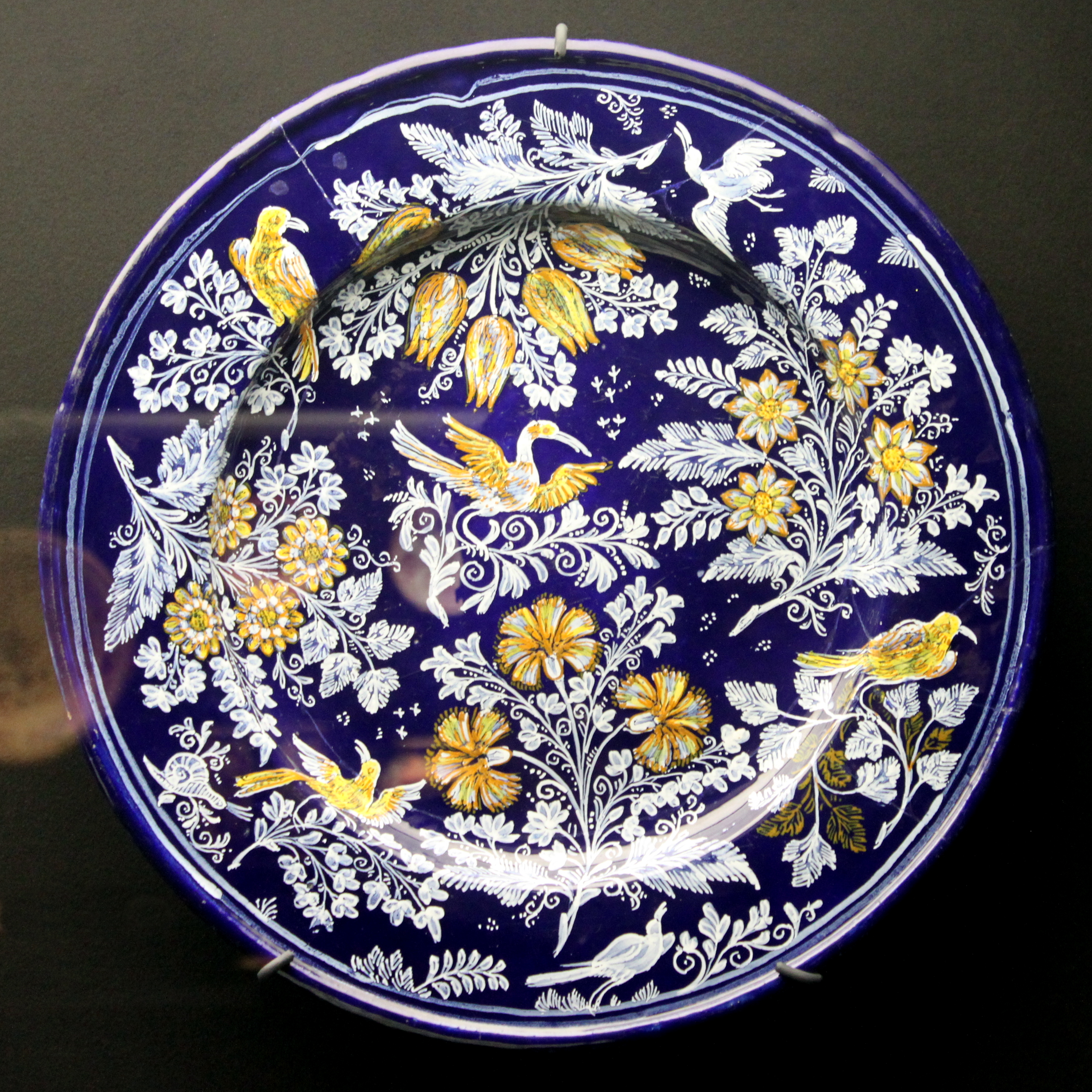
Персидский стиль с фоном «неверского синего». 1670-е гг.
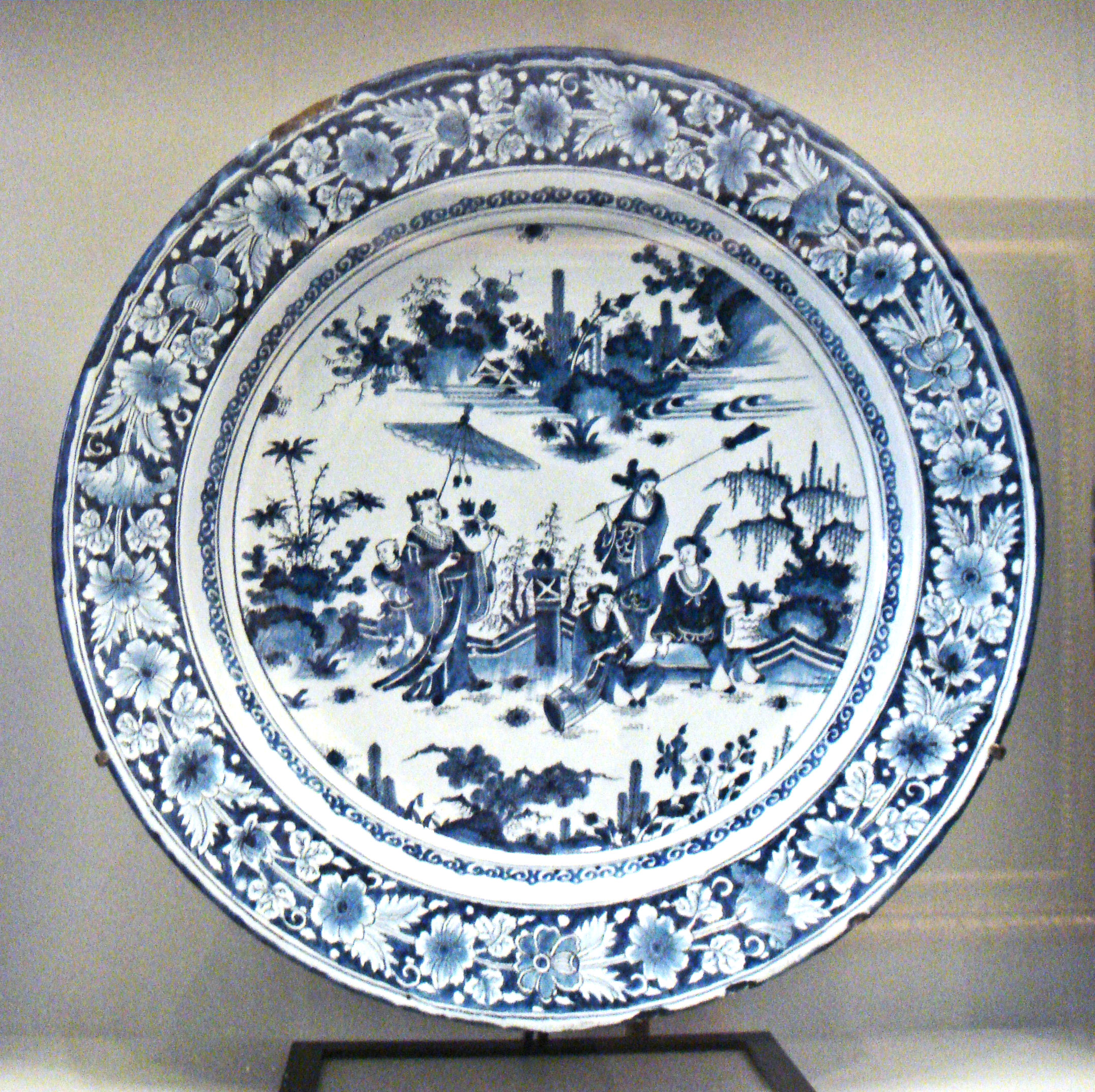
Блюдо с росписью «шинуазри». 1680–1700
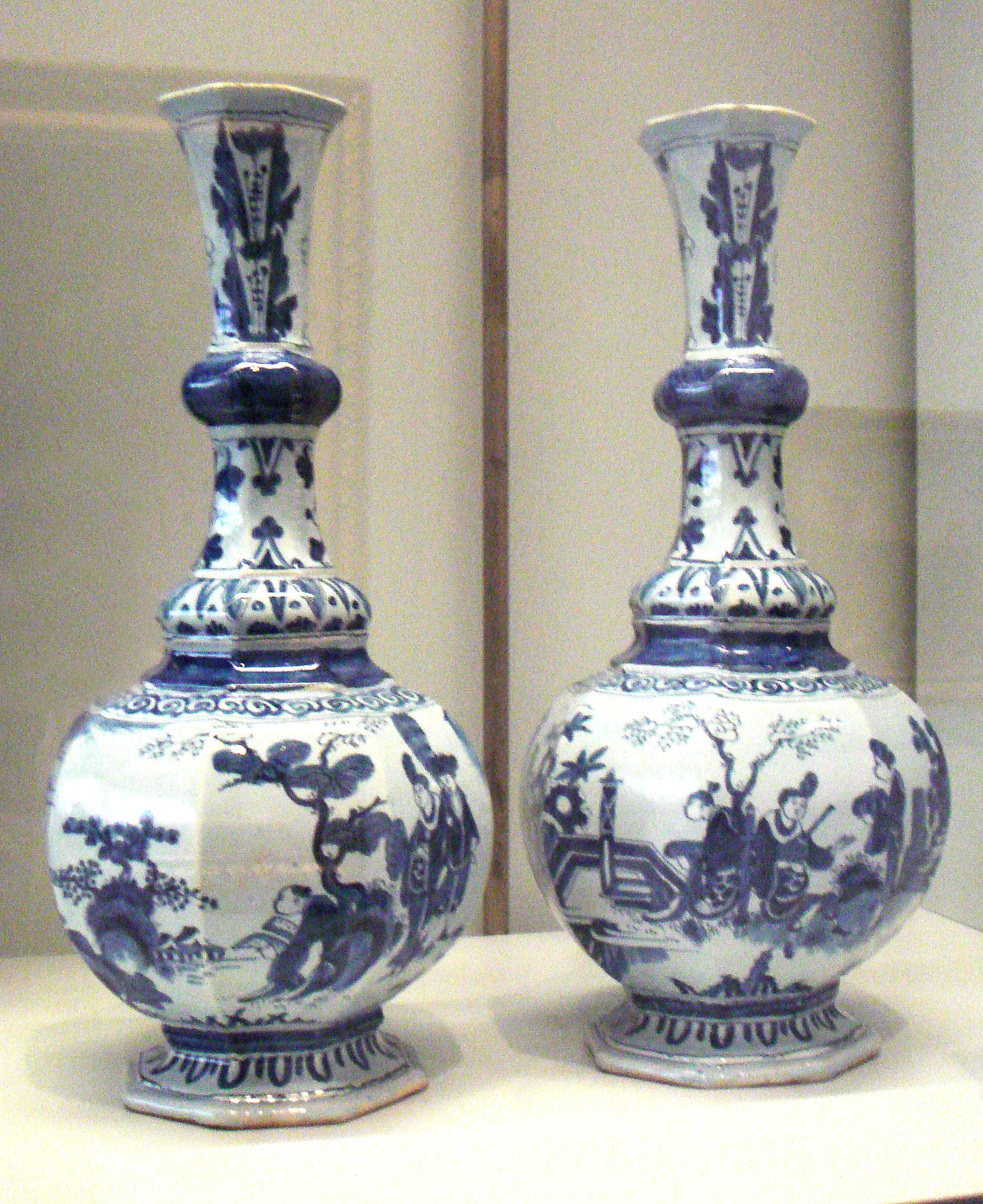
Вазы шинуазри в стиле Делфта. Ок. 1700

### Стиль Людовика XIV
После 1650 года неверские мануфактуры начали производить изделия в новом тогда стиле французского королевского двора, получившего позднее название стиль «Стиль Людовика XIV». Изделиям этого стиля присущи экстравагантные формы, заимствованные из многих разновидностей декоративно-прикладного искусства, включая искусство чеканки по металлу, и полихромно написанные сцены на основе картин первых придворных живописцев, таких как Симон Вуэ и Шарль Лебрен. Оба типа источников были доступны мастерам-керамистам посредством гравюр. Изделия часто были довольно крупными и богато декорированными; за исключением садовых ваз и сосудов для охлаждения вина они были исключительно декоративными.

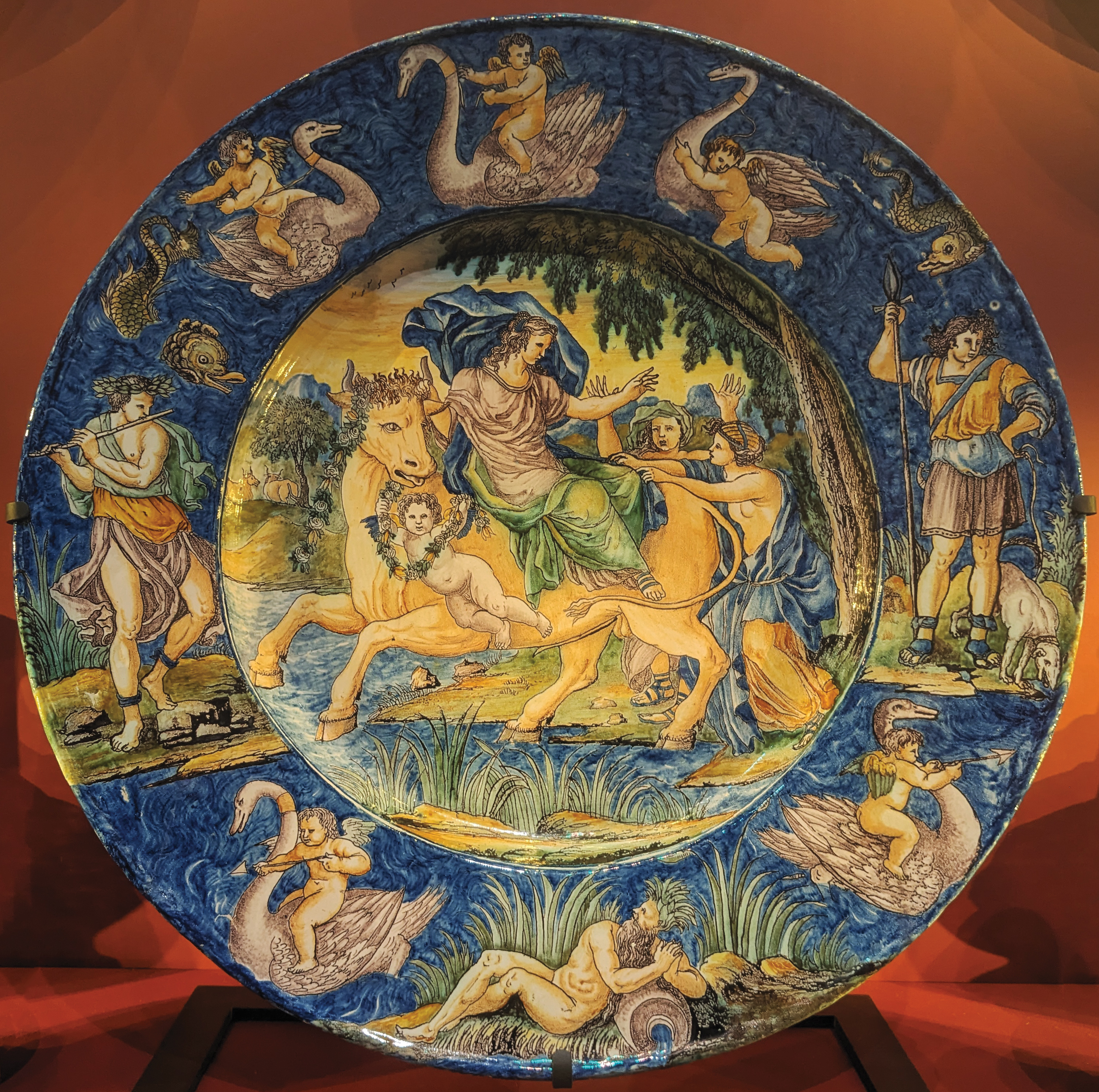
Блюдо «Похищение Европы». Роспись по иллюстрации Ф. Шово к «Метаморфозам» Овидия (1674)
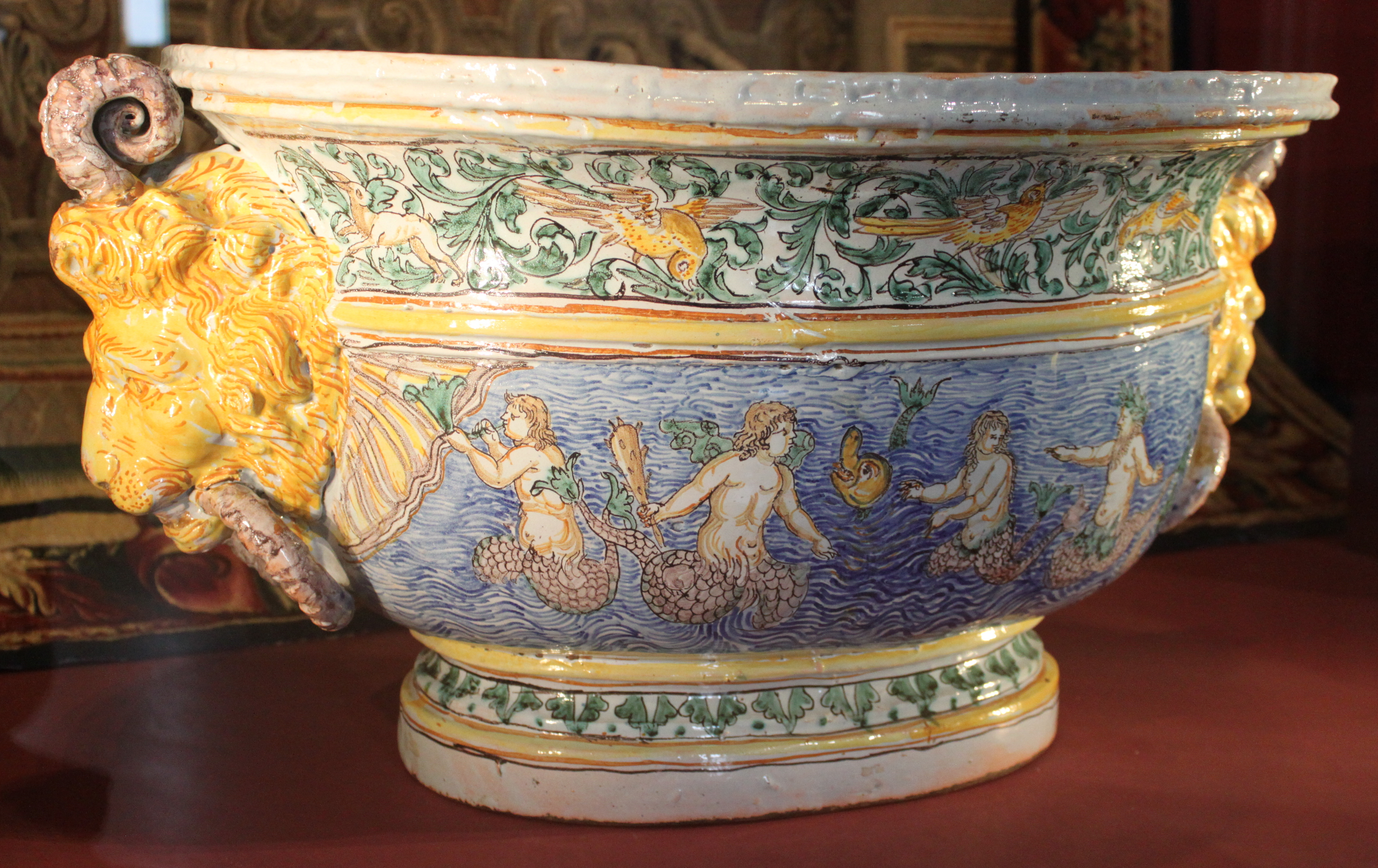
Сосуд для охлаждения вина «Празднество Вакха». Ок. 1680
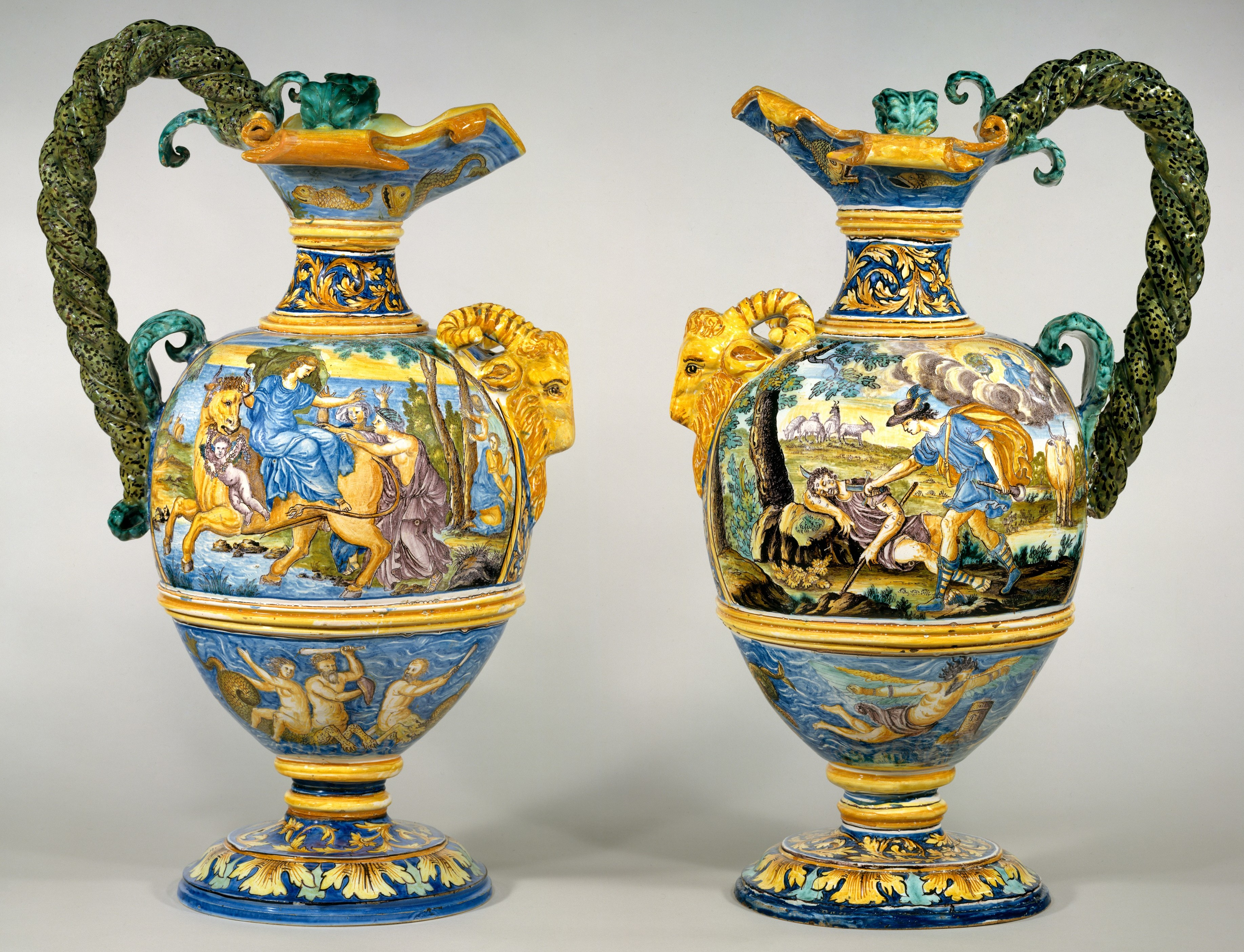
Сосуды для вина. Ок. 1685
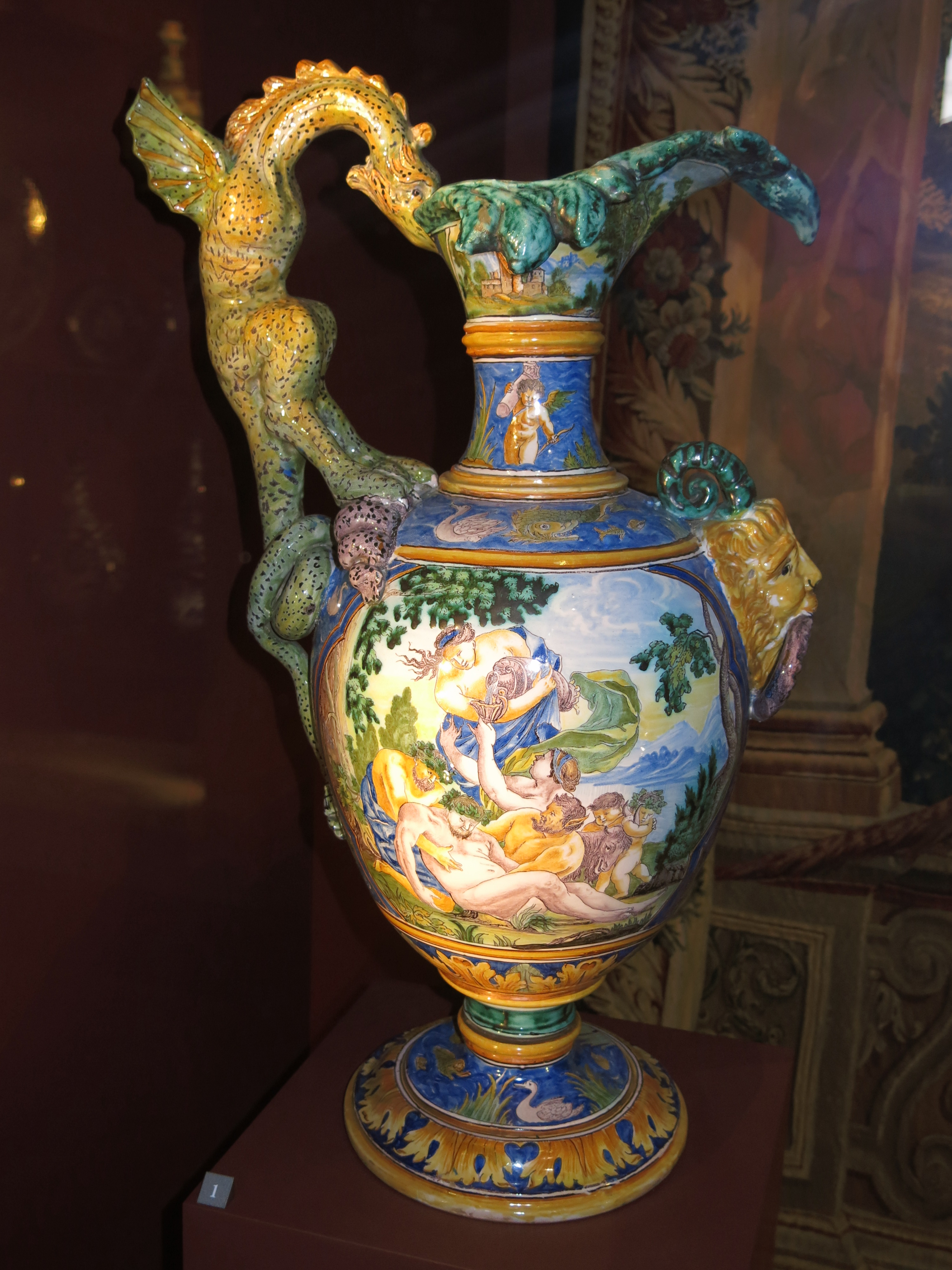
Большая ваза с танцующими вакханками и сатирами. 1685
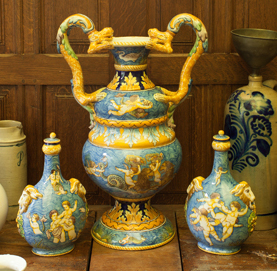
Две бутыли и ваза. Антуан и Габриэль Монтаньоны. После 1900

### Другие разновидности

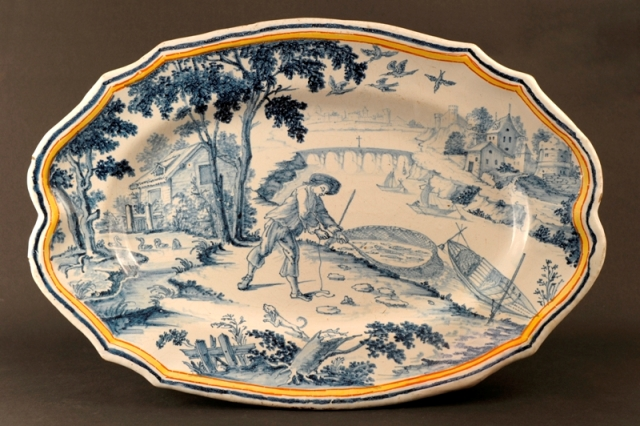
Рыбак на Луаре близ Невера. По рисунку Клода Гийома Бигура (1735—1794). 1758.

Неверские фаянсовые мануфактуры в XVIII веке стали выпускать изделия в самых разных стилях с привлечением европейских источников, отчасти по причине снижения качества изделий в условиях обострения конкуренции. К 1730 году стал очевидным «упадок изобретательности в Невере», и поздние изделия неверских мануфактур в основном копируют руанский фаянс или новые мануфактуры южной Франции. Примерно после 1750 года европейские фарфоровые заводы в значительной степени заменили азиатский экспорт и стали доминировать на европейском рынке. К этому времени в Невере стали производить «народный фаянс», обычно более грубый и дешёвый для покупателей непритязательного вкуса. Поскольку Невер находится на реке Луаре на многих изделиях изображали местные речные суда и длинный арочный мост через реку.
Сюжетные сцены в отличие от цветочных композиций, обычно писали монохромно, чаще всего сине-белым, а также «персидским» белым на синем или ином фоне. В XVII веке излюбленным источником сюжетов с фигурами был французский пасторальный роман «Астрея» Оноре д’Юрфе, опубликованный между 1607 и 1627 годами, и, возможно, единственное наиболее влиятельное произведение французской литературы XVII века. Главные герои Астрея и Селадон проводят время под видом пастуха и пастушки, и это самое популярное изображение; широкополые шляпы указывают на пасторальный характер сцены. Такие пасторальные сценки начали появляться около 1640 года.
Другие типичные для того времени сюжеты изображали охоту и рыбалку, часто на основе гравюр фламандских художников, либо исторические события. Например, одно из блюд изображает подписание Пиренейского мира в 1659 году с портретами кардинала Мазарини и Луис де Гаро. На многих изделиях изображали птиц и животных, цветы и декоративные мотивы, обычно все примерно одинакового размера.

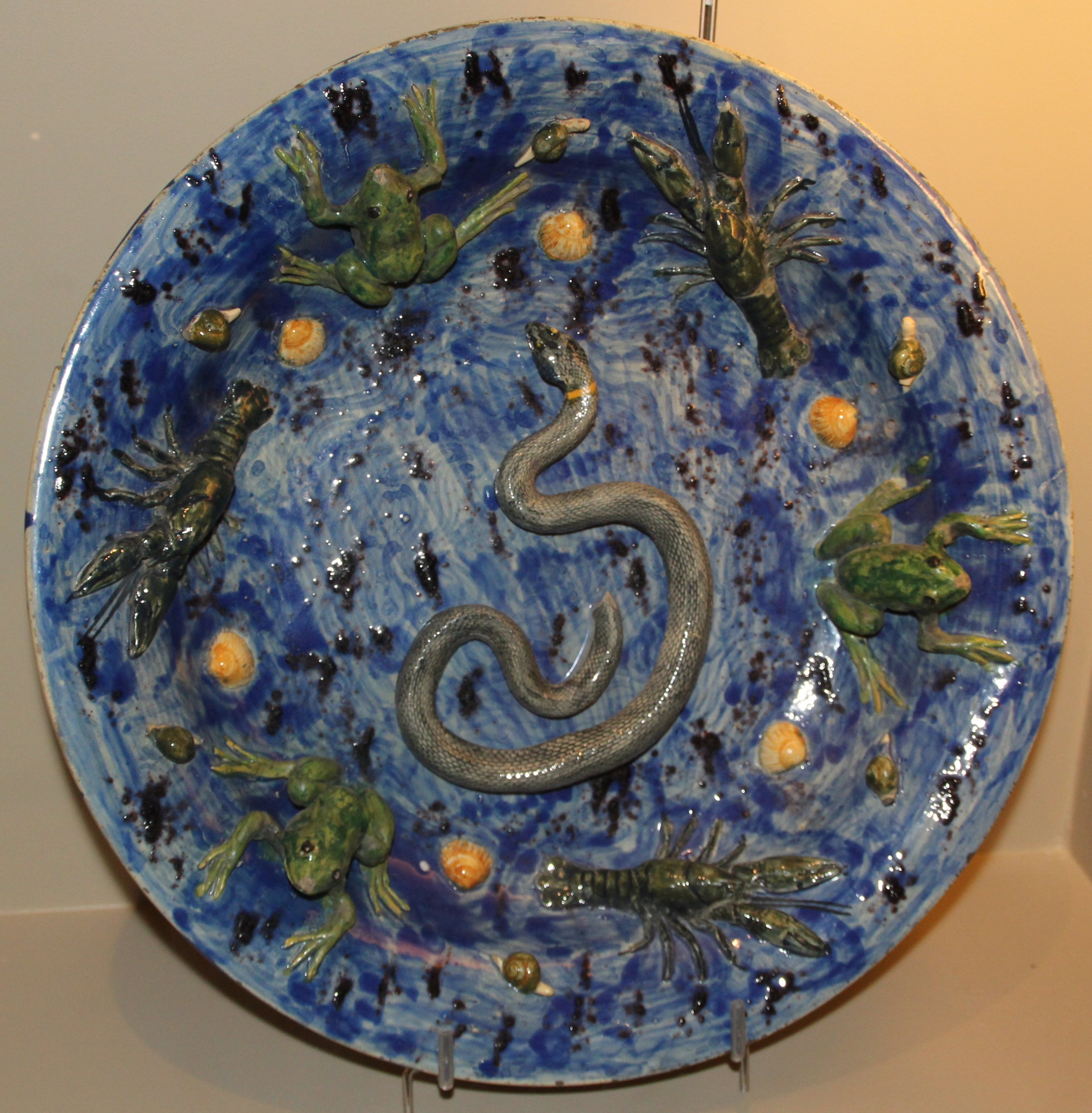
Редкий образец неверского фаянса в стиле Бернара Палисси. 1599. А. Конрад
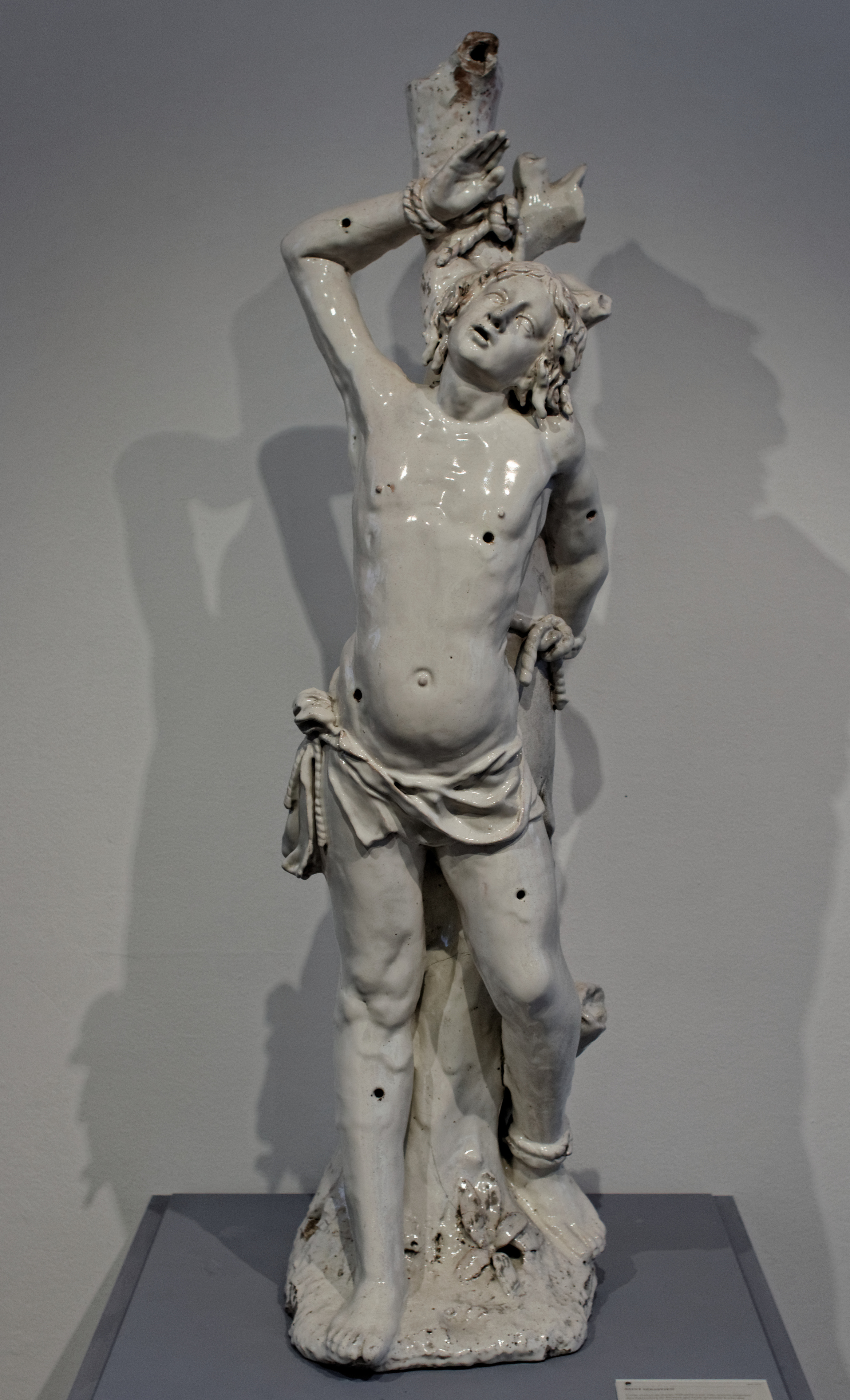
Статуэтка Святого Себастьяна. Ок. 1630
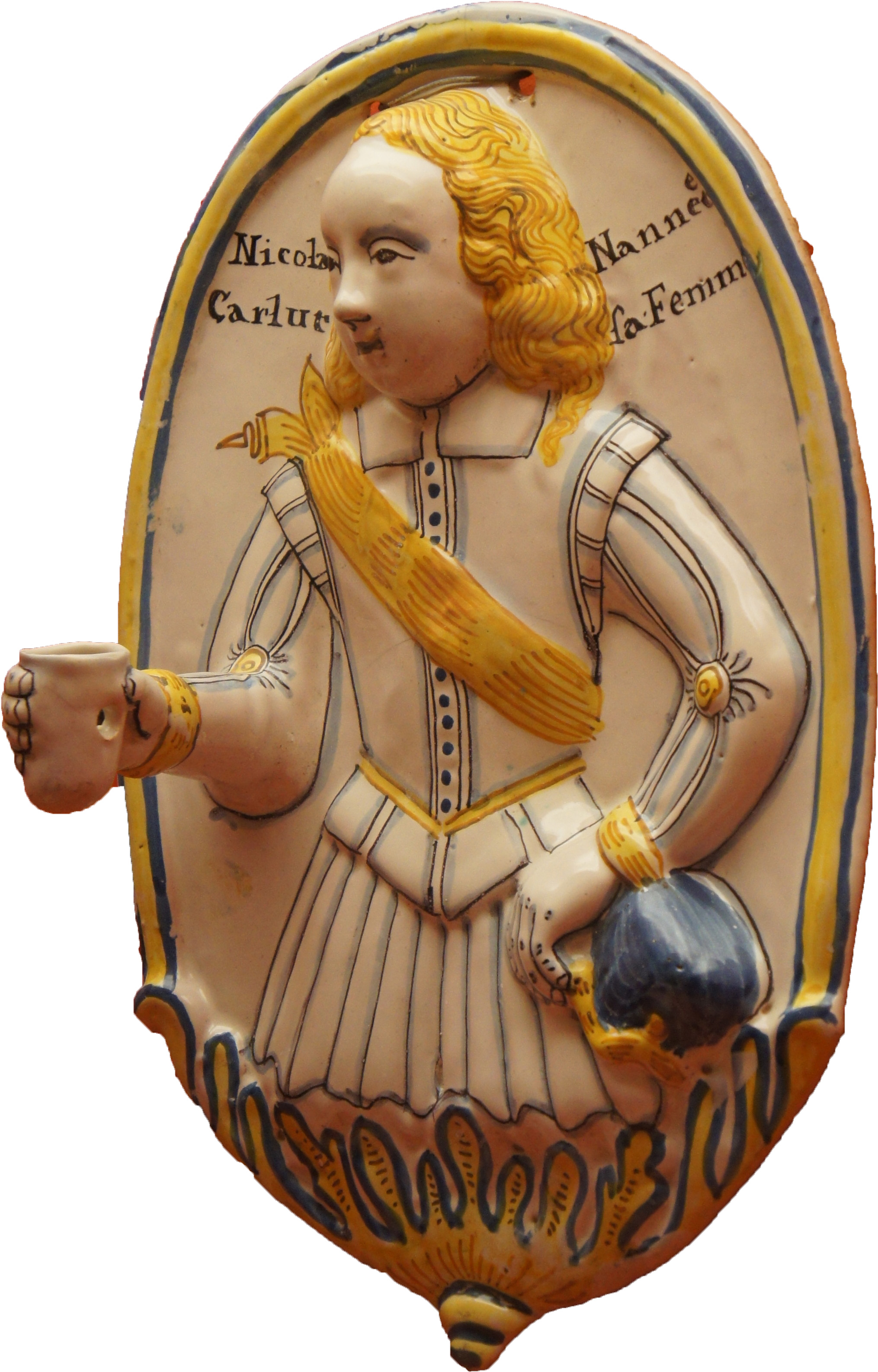
Фигура-бра
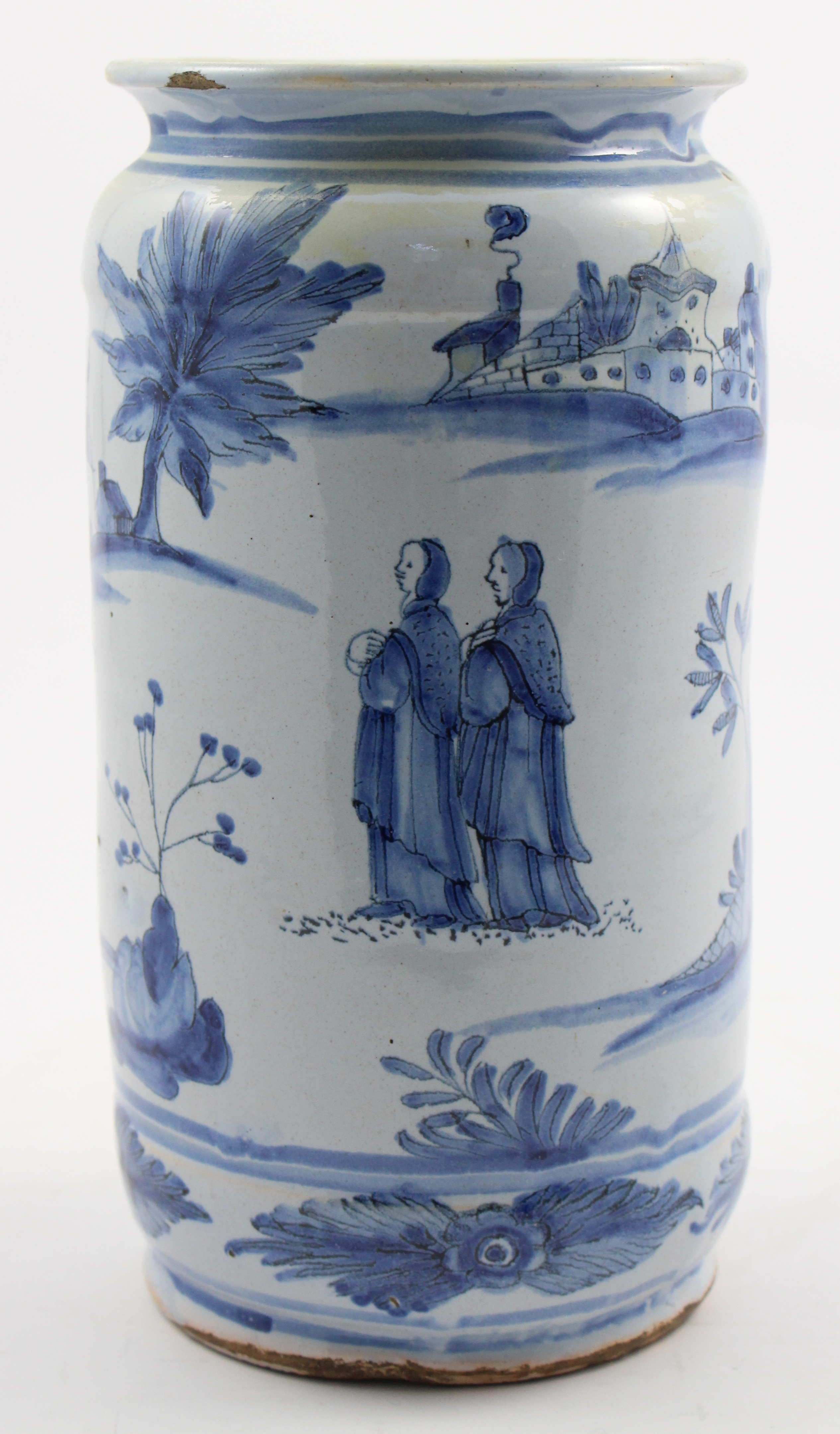
Ваза для хосписа. Между 1650 и 1700
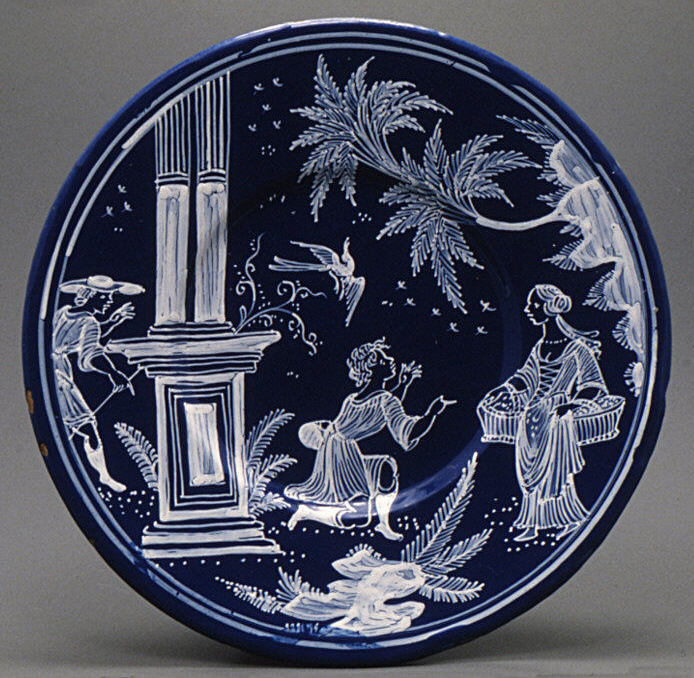
Персонажи из «Астреи» в «персидском» белом на синем. Ок. 1675
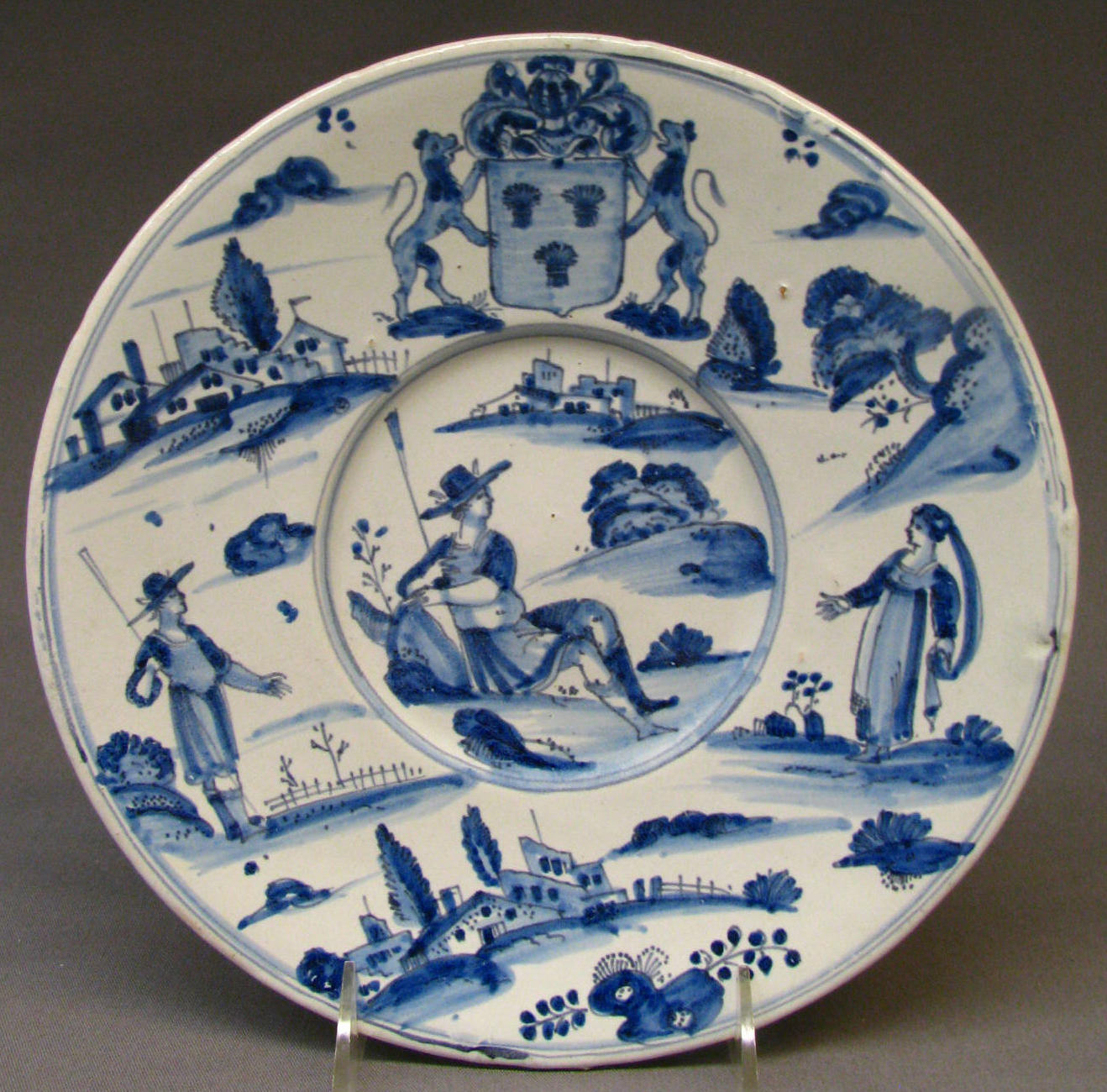
«Гербовое» блюдо с изображением персонажей романа «Астрея». 1650–1675
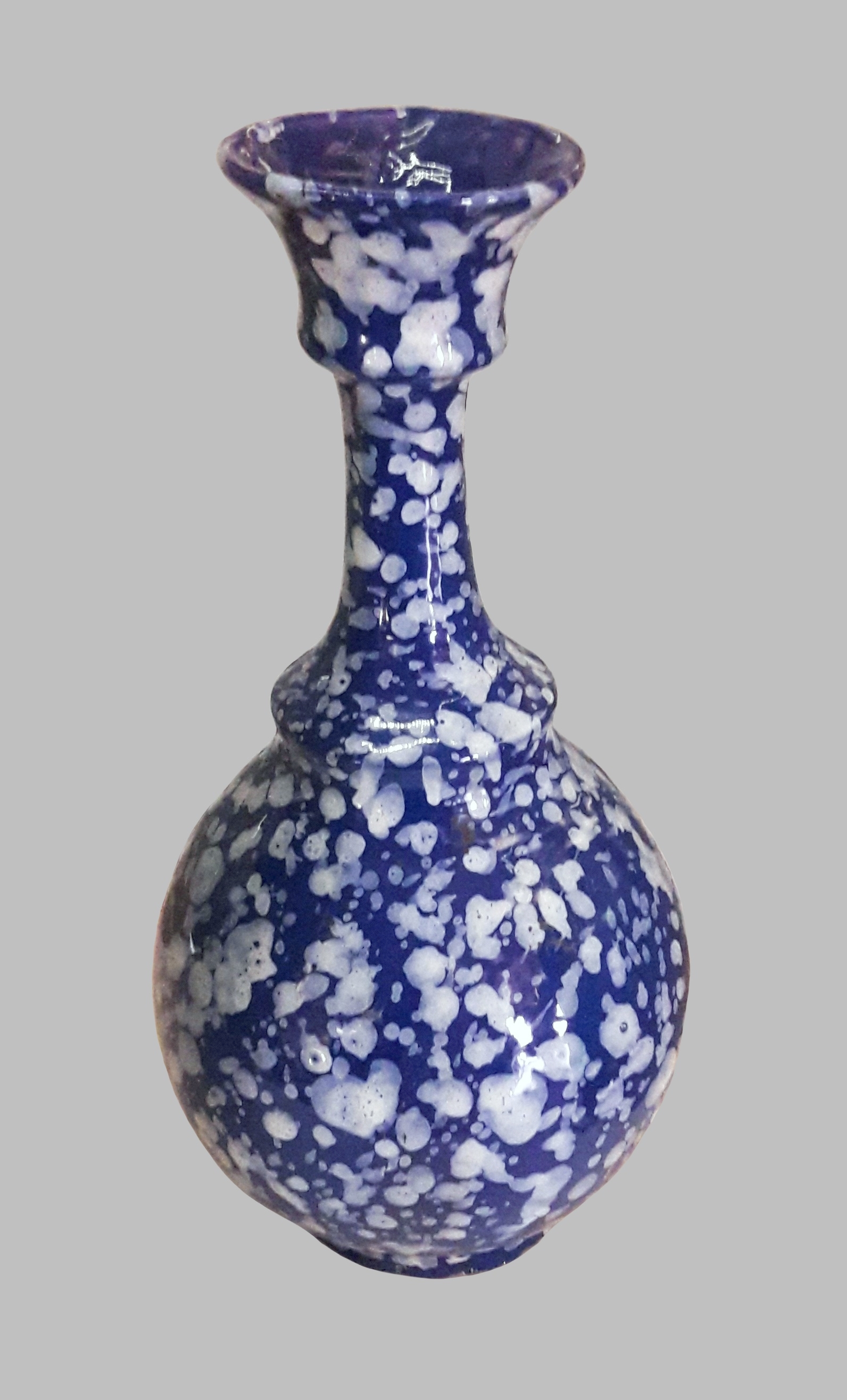
Ваза с росписью эмалью, имитирующей пятна воска на подсвечнике[50]. Конец XVII века
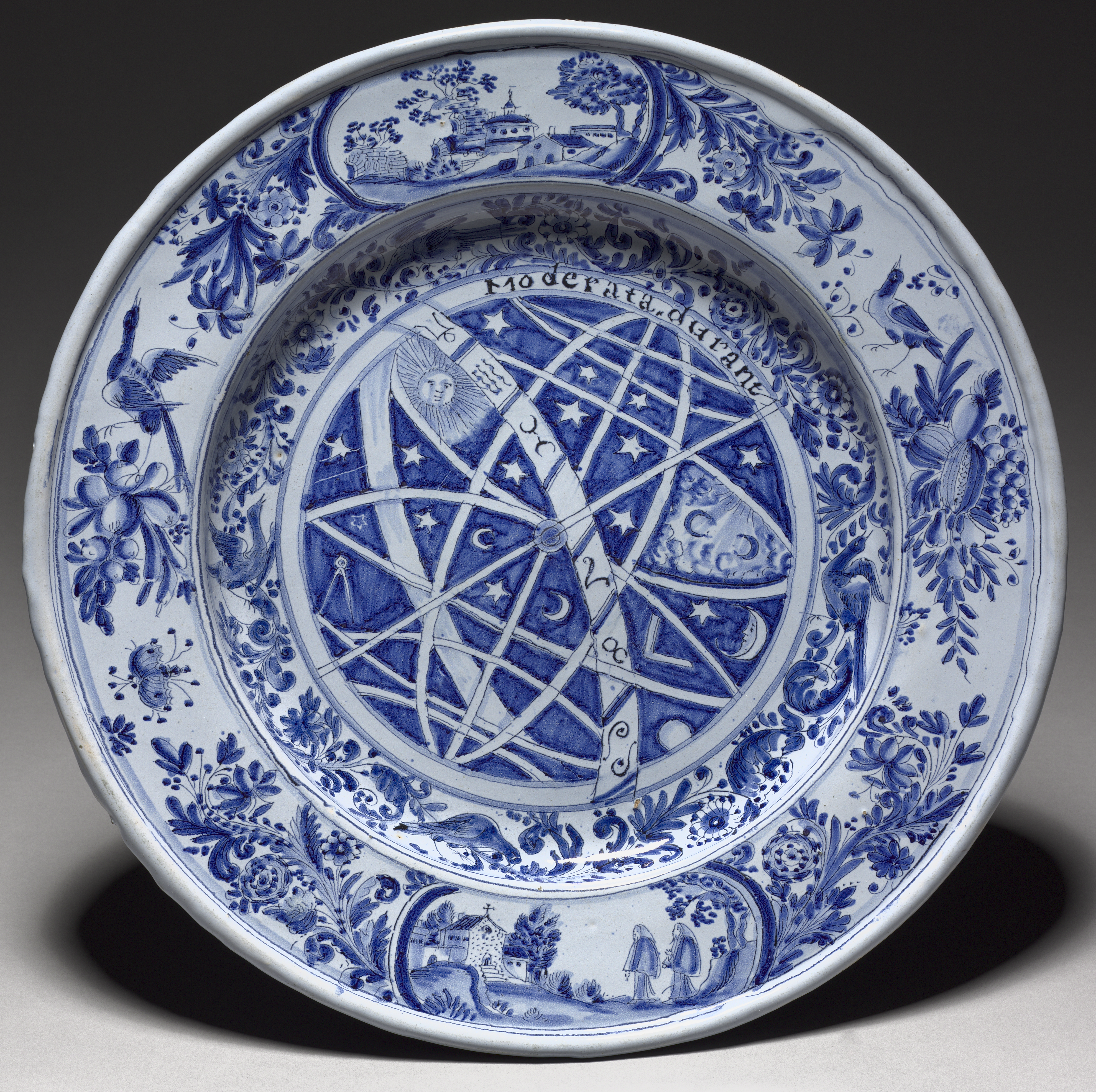
«Астрологическое блюдо». Конец XVII века
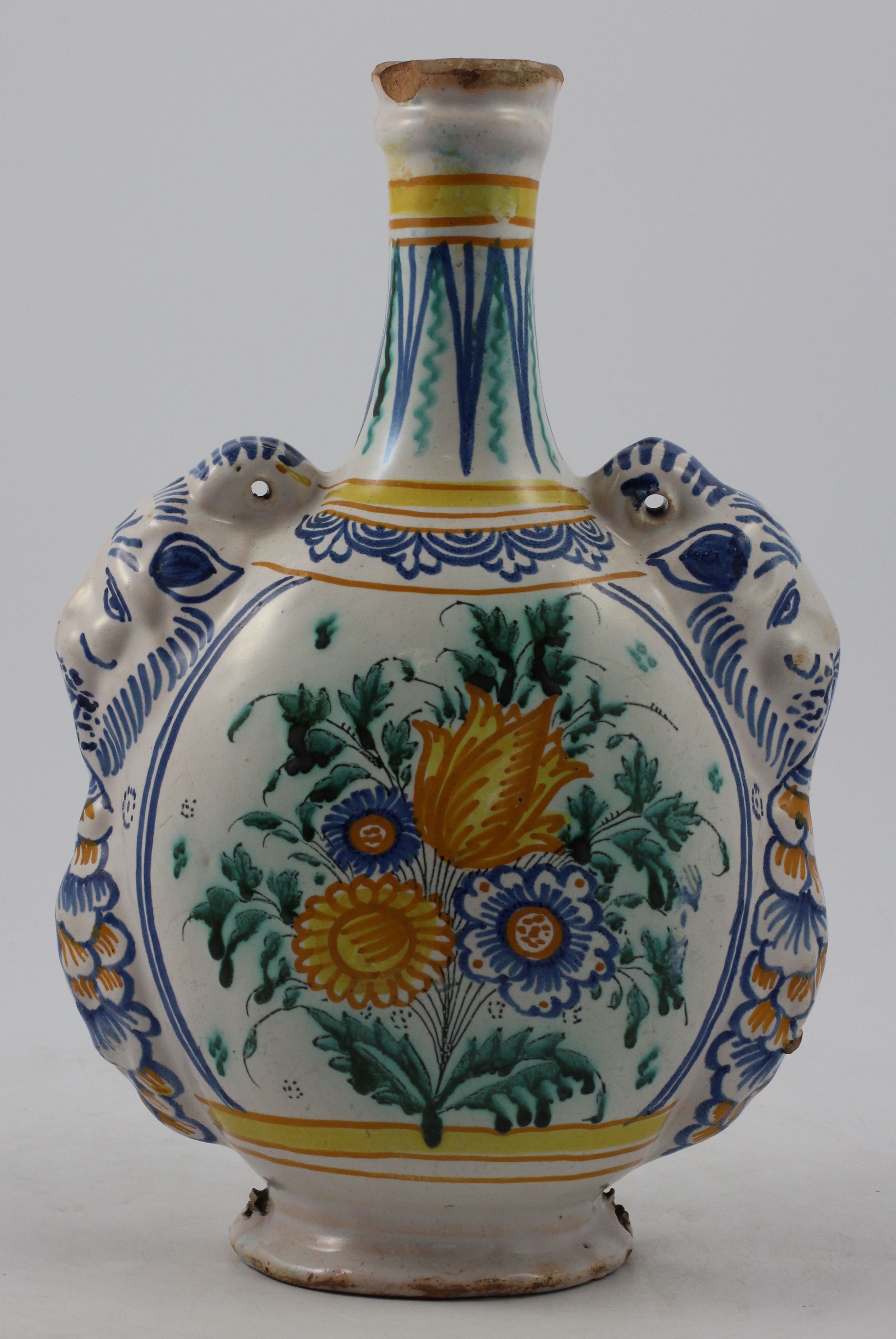
«Паломничья фляга». 1700-1725
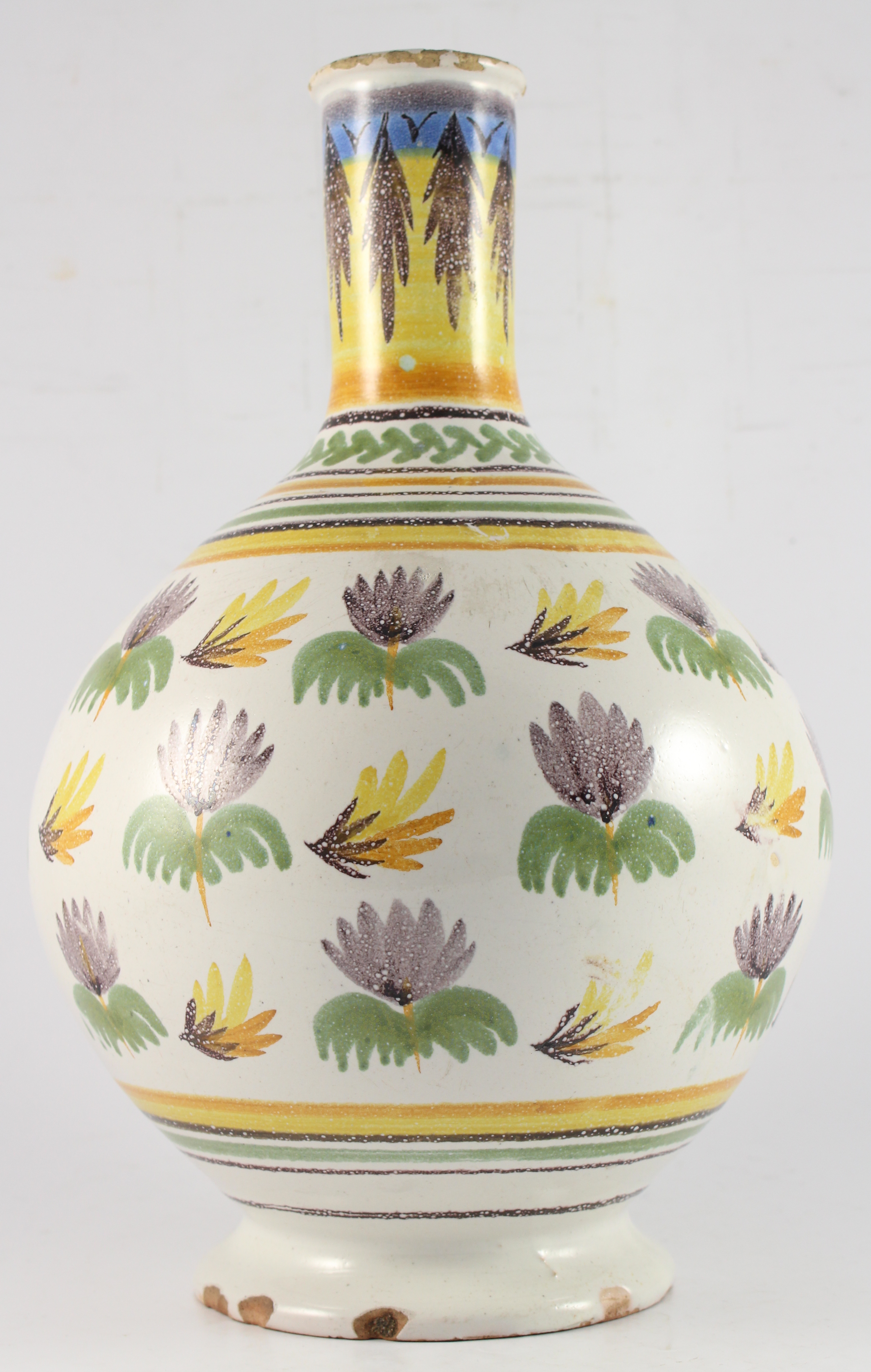
Бутыль. Ок. 1809